# Ligue 1 (2021/2022)/Wyniki rundy wiosennej

## Zestawienie wszystkich wyników
| Gospodarz \ Gość    | ANG | BOR | BRE | CLE | LEN | LIL | LOR | OL  | OM  | MET | ASM | MON | FCN | NIC | PSG | REI | REN | STE | STR | TRO |
| ------------------- | --- | --- | --- | --- | --- | --- | --- | --- | --- | --- | --- | --- | --- | --- | --- | --- | --- | --- | --- | --- |
| Angers SCO          |     | 4–1 | 1–0 | 0–1 | 1–2 | 1–1 | 1–0 | 3–0 | 0–0 | 3–2 | 1–3 | 2–0 | 1–4 | 1–2 | 0–3 | 0–1 | 2–0 | 0–1 | 0–1 | 2–1 |
| Girondins Bordeaux  | 1–1 |     | 1–2 | 0–2 | 2–3 | 2–3 | 0–0 | 2–2 | 0–1 | 3–1 | 1–1 | 0–2 | 1–1 | 0–1 | 2–3 | 3–2 | 1–1 | 2–2 | 4–3 | 0–2 |
| Brest               | 1–1 | 2–4 |     | 2–0 | 4–0 | 2–0 | 0–1 | 2–1 | 1–4 | 1–2 | 2–0 | 0–4 | 1–1 | 0–3 | 2–4 | 1–1 | 1–1 | 1–0 | 0–1 | 5–1 |
| Clermont Foot       | 2–2 | 1–1 | 1–1 |     | 2–2 | 1–0 | 0–2 | 1–2 | 0–1 | 2–2 | 1–3 | 2–1 | 2–3 | 1–2 | 1–6 | 0–0 | 2–1 | 1–2 | 0–2 | 2–0 |
| RC Lens             | 2–2 | 3–2 | 0–1 | 3–1 |     | 1–0 | 2–2 | 1–1 | 0–2 | 4–1 | 2–2 | 2–0 | 2–2 | 3–0 | 1–1 | 2–0 | 1–0 | 2–2 | 0–1 | 4–0 |
| Lille OSC           | 1–1 | 0–0 | 1–1 | 4–0 | 1–2 |     | 3–1 | 0–0 | 2–0 | 0–0 | 1–2 | 2–1 | 1–1 | 0–4 | 1–5 | 2–1 | 2–2 | 0–0 | 1–0 | 2–1 |
| Lorient             | 0–0 | 1–1 | 1–2 | 1–1 | 2–0 | 2–1 |     | 1–4 | 0–3 | 1–0 | 1–0 | 0–1 | 0–1 | 1–0 | 1–1 | 1–2 | 0–2 | 6–2 | 0–0 | 1–1 |
| Olympique Lyon      | 3–2 | 6–1 | 1–1 | 3–3 | 2–1 | 0–1 | 1–1 |     | 2–1 | 1–1 | 2–0 | 5–2 | 3–2 | 2–0 | 1–1 | 1–2 | 2–4 | 1–0 | 3–1 | 3–1 |
| Olympique Marsylia  | 5–2 | 2–2 | 1–2 | 0–2 | 2–3 | 1–1 | 4–1 | 0–3 |     | 0–0 | 0–1 | 2–0 | 3–2 | 2–1 | 0–0 | 1–1 | 2–0 | 3–1 | 4–0 | 1–0 |
| FC Metz             | 1–0 | 3–3 | 0–1 | 1–1 | 0–0 | 3–3 | 4–1 | 3–2 | 1–2 |     | 1–2 | 1–3 | 0–0 | 0–2 | 1–2 | 1–1 | 0–3 | 1–1 | 0–2 | 0–2 |
| AS Monaco           | 2–0 | 3–0 | 4–2 | 4–0 | 0–2 | 2–2 | 0–0 | 2–0 | 0–2 | 4–0 |     | 3–1 | 1–1 | 1–0 | 3–0 | 1–2 | 2–1 | 3–1 | 1–1 | 2–1 |
| Montpellier HSC     | 4–1 | 3–3 | 1–2 | 1–0 | 1–0 | 0–1 | 3–1 | 0–1 | 2–3 | 2–2 | 3–2 |     | 2–0 | 0–0 | 0–4 | 0–0 | 2–4 | 2–0 | 1–1 | 0–1 |
| FC Nantes           | 1–1 | 5–3 | 3–1 | 2–1 | 3–2 | 0–1 | 4–2 | 0–1 | 0–1 | 2–0 | 0–0 | 2–0 |     | 0–2 | 3–1 | 1–0 | 2–1 | 1–1 | 2–2 | 2–0 |
| OGC Nice            | 1–0 | 4–0 | 2–1 | 0–1 | 2–1 | 1–3 | 2–1 | 3–2 | 1–1 | 0–1 | 2–2 | 0–1 | 2–1 |     | 1–0 | 0–0 | 1–1 | 4–2 | 0–3 | 1–0 |
| Paris Saint-Germain | 2–1 | 3–0 | 2–0 | 4–0 | 1–1 | 2–1 | 5–1 | 2–1 | 2–1 | 5–0 | 2–0 | 2–0 | 3–1 | 0–0 |     | 4–0 | 1–0 | 3–1 | 4–2 | 2–2 |
| Stade de Reims      | 1–2 | 5–0 | 1–1 | 1–0 | 1–2 | 2–1 | 0–0 | 0–0 | 0–1 | 0–1 | 0–0 | 3–3 | 3–1 | 2–3 | 0–2 |     | 2–3 | 2–0 | 1–1 | 1–2 |
| Stade Rennes        | 2–0 | 6–0 | 2–0 | 6–0 | 1–1 | 1–2 | 5–0 | 4–1 | 2–0 | 6–1 | 2–3 | 2–0 | 1–0 | 1–2 | 2–0 | 0–2 |     | 2–0 | 1–0 | 4–1 |
| AS Saint-Étienne    | 2–2 | 1–2 | 2–1 | 3–2 | 1–2 | 1–1 | 1–1 | 1–1 | 2–4 | 1–0 | 1–4 | 3–1 | 0–1 | 0–3 | 1–3 | 1–2 | 0–5 |     | 2–2 | 1–1 |
| RC Strasbourg       | 0–2 | 5–2 | 3–1 | 1–0 | 1–0 | 1–2 | 4–0 | 1–1 | 0–2 | 3–0 | 1–0 | 3–1 | 1–0 | 0–0 | 3–3 | 1–1 | 2–1 | 5–1 |     | 1–1 |
| Troyes              | 1–1 | 1–2 | 1–1 | 0–1 | 1–3 | 3–0 | 2–0 | 0–1 | 1–1 | 0–0 | 1–2 | 1–1 | 2–2 | 1–0 | 1–2 | 1–0 | 2–2 | 0–1 | 1–1 |     |

## Runda wiosenna
Źródło 1: Źródło 2: Źródło 3:

### 20. kolejka (7 – 9 stycznia)
| 7 stycznia 2022 | Girondins Bordeaux | 0:1   | Olympique Marsylia |                                                                     |
| 21:00           |                    | (0:1) | 37' Ünder          | Stade Matmut-Atlantique, Bordeaux Widzów: 0 Sędzia: Eric Wattellier |
| 21:00           | Sissokho 13'       | (0:1) | 89' López          | Stade Matmut-Atlantique, Bordeaux Widzów: 0 Sędzia: Eric Wattellier |

| 8 stycznia 2022 | RC Lens    | 1:0   | Stade Rennes   |                                                                 |
| 21:00           | Saïd 89'   | (0:0) |                | Stade Félix-Bollaert, Lens Widzów: 5 000 Sędzia: Benoît Bastien |
| 21:00           | Medina 16' | (0:0) | 84' Bourigeaud | Stade Félix-Bollaert, Lens Widzów: 5 000 Sędzia: Benoît Bastien |

| 9 stycznia 2022 | Brest                                                      | 0:3   | OGC Nice                                |                                                                      |
| 13:00           |                                                            | (0:1) | 13' Dolberg · 79' Delort · 90+4' Gouiri | Stade Francis-Le Blé, Brest Widzów: 5 102 Sędzia: Stéphanie Frappart |
| 13:00           | 25' Kluivert · 55' Benítez · 65' Todibo · 20' Schneiderlin | (0:1) |                                         | Stade Francis-Le Blé, Brest Widzów: 5 102 Sędzia: Stéphanie Frappart |

| 9 stycznia 2022 | Clermont Foot         | 0:0   | Stade de Reims                     |                                                                              |
| 19:00           |                       | (0:0) |                                    | Stade Gabriel-Montpied, Clermont-Ferrand Widzów: 4 524 Sędzia: Florent Batta |
| 19:00           | Hamel 35' · Seidu 13' | (0:0) | 25' Locko · 58' Busi · 78' Adeline | Stade Gabriel-Montpied, Clermont-Ferrand Widzów: 4 524 Sędzia: Florent Batta |

| 9 stycznia 2022 | FC Metz     | 0:2   | RC Strasbourg              |                                                                             |
| 15:00           |             | (0:0) | 50' Ajorque · 90+1' Aholou | Stade Municipal Saint-Symphorien, Metz Widzów: 5 000 Sędzia: Antony Gautier |
| 15:00           | Mbengue 90' | (0:0) | 80' Liénard                | Stade Municipal Saint-Symphorien, Metz Widzów: 5 000 Sędzia: Antony Gautier |

| 9 stycznia 2022 | FC Nantes      | 0:0   | AS Monaco             |                                                                    |
| 17:05           |                | (0:0) |                       | Stade de la Beaujoire, Nantes Widzów: 4 133 Sędzia: Thomas Léonard |
| 17:05           | Kolo Muani 22' | (0:0) | 72' Diop · 80' Matazo | Stade de la Beaujoire, Nantes Widzów: 4 133 Sędzia: Thomas Léonard |

| 9 stycznia 2022 | Olympique Lyon            | 1:1   | Paris Saint-Germain      |                                                       |
| 20:45           | Paquetá 7'                | (1:0) | 76' Kehrer               | Parc OL, Lyon Widzów: 4 977 Sędzia: François Letexier |
| 20:45           | Emerson 84' · Boateng 90' | (1:0) | 43' Verratti · 59' Dagba | Parc OL, Lyon Widzów: 4 977 Sędzia: François Letexier |

| 19 stycznia 2022 | Lille OSC                            | 3:1   | Lorient    |                                                                            |
| 19:00            | Lihadji 10' · Jenz 19' · Mandava 31' | (3:0) | 1' Soumano | Stade Pierre-Mauroy, Villeneuve-d’Ascq Widzów: 4 834 Sędzia: Florent Batta |

| 19 stycznia 2022 | Montpellier HSC                                                                  | 0:1   | Troyes         |                                                                     |
| 19:00            |                                                                                  | (0:0) | 74' Chavalerin | Stade de la Mosson, Montpellier Widzów: 4 943 Sędzia: Jérémy Stinat |
| 19:00            | Mollet 38' · Souquet 58' · Chotard 66' · Mavididi 68' · Ferri 87' · Savanier 63' | (0:0) | 21' Biancone   | Stade de la Mosson, Montpellier Widzów: 4 943 Sędzia: Jérémy Stinat |

| 26 stycznia 2022 | Angers SCO | 0:1   | AS Saint-Étienne |                                                             |
| 19:00            |            | (0:1) | 43' Mendy        | Stade Raymond-Kopa, Angers Widzów: 0 Sędzia: Clément Turpin |
| 19:00            | Mbock 89'  | (0:1) | 89' Camara       | Stade Raymond-Kopa, Angers Widzów: 0 Sędzia: Clément Turpin |

### 21. kolejka (14 – 16 stycznia)
| 14 stycznia 2022 | OGC Nice                 | 2:1   | FC Nantes   |                                                           |
| 21:00            | Dolberg 21' · Thuram 56' | (1:1) | 45' Girotto | Allianz Riviera, Nicea Widzów: 5 000 Sędzia: Ruddy Buquet |
| 21:00            | Dante 44' · Amavi 64'    | (1:1) | 15' Sylla   | Allianz Riviera, Nicea Widzów: 5 000 Sędzia: Ruddy Buquet |

| 15 stycznia 2022 | AS Saint-Étienne | 1:2 | RC Lens                   |                                                                                |
| 17:00            | Boudebouz 38'    |     | 77' Sotoca · 90+5' Fofana | Stade Geoffroy-Guichard, Saint-Étienne Widzów: 5 000 Sędzia: François Letexier |
| 17:00            | 30' Gradit       |     |                           | Stade Geoffroy-Guichard, Saint-Étienne Widzów: 5 000 Sędzia: François Letexier |

| 15 stycznia 2022 | Paris Saint-Germain                                                  | 2:0   | Brest                                        |                                                             |
| 21:00            | Mbappé 32' · Kehrer 53'                                              | (1:0) |                                              | Parc des Princes, Paryż Widzów: 4 925 Sędzia: Mikael Lesage |
| 21:00            | Herrera 24' · Mbappé 34' · Kimpembe 55' · Verratti 58' · Pereira 65' | (1:0) | 34' Magnetti · 45+1' Agoumé · 61' Chardonnet | Parc des Princes, Paryż Widzów: 4 925 Sędzia: Mikael Lesage |

| 16 stycznia 2022 | Stade Rennes                                                                    | 6:0   | Girondins Bordeaux                                    |                                                            |
| 13:00            | Terrier 32' · Bourigeaud 43' · Laborde 61' · Truffert 69' · Guirassy 89', 90+2' | (2:0) |                                                       | Roazhon Park, Rennes Widzów: 4 951 Sędzia: Bastien Dechepy |
| 13:00            | Meling 59'                                                                      | (2:0) | 38', 50' Sissokho · 41' Lacoux · 50' Adli · 70' Oudin | Roazhon Park, Rennes Widzów: 4 951 Sędzia: Bastien Dechepy |

| 16 stycznia 2022 | Lorient                              | 0:0   | Angers SCO              |                                                                 |
| 15:00            |                                      | (0:0) |                         | Stade Yves Allainmat, Lorient Widzów: 4 387 Sędzia: Johan Hamel |
| 15:00            | Abergel 53' · Jenz 68' · Laporte 69' | (0:0) | 14' Doumbia · 56' Ninga | Stade Yves Allainmat, Lorient Widzów: 4 387 Sędzia: Johan Hamel |

| 16 stycznia 2022 | AS Monaco                                       | 4:0   | Clermont Foot |                                                                |
| 15:00            | Diop 45+2' · Ben Yedder 55', 62' · Henrique 83' | (1:0) |               | Stadion Ludwika II, Monako Widzów: 2 633 Sędzia: Jérémy Stinat |
| 15:00            | 56' Abdul Samed                                 | (1:0) |               | Stadion Ludwika II, Monako Widzów: 2 633 Sędzia: Jérémy Stinat |

| 16 stycznia 2022 | Stade de Reims                                  | 0:1   | FC Metz                                           |                                                                    |
| 15:00            |                                                 | (0:0) | 61' Niane                                         | Stade Auguste Delaune, Reims Widzów: 3 923 Sędzia: Jérémie Pignard |
| 15:00            | Locko 24' · Lopy 50' · Foket 80' · Rajković 85' | (0:0) | 19' Delaine · 28' Niakaté · 45' Pajot · 82' Niane | Stade Auguste Delaune, Reims Widzów: 3 923 Sędzia: Jérémie Pignard |

| 16 stycznia 2022 | RC Strasbourg                           | 3:1   | Montpellier HSC                     |                                                                       |
| 15:00            | Waris 77' · Thomasson 84' · Gameiro 86' | (0:1) | 11' Mollet                          | Stade de la Meinau, Strasburg Widzów: 5 217 Sędzia: Pierre Gaillouste |
| 15:00            | Bellegarde 22' · Kandil 70'             | (0:1) | 59' Ferri · 65' Savanier · 66' Wahi | Stade de la Meinau, Strasburg Widzów: 5 217 Sędzia: Pierre Gaillouste |

| 16 stycznia 2022 | Troyes                         | 0:1   | Olympique Lyon |                                                              |
| 17:05            |                                | (0:1) | 33' Dembélé    | Stade de l’Aube, Troyes Widzów: 4 224 Sędzia: Jérôme Brisard |
| 17:05            | Rodrigues 45+4' · Giraudon 65' | (0:1) | 86' Gusto      | Stade de l’Aube, Troyes Widzów: 4 224 Sędzia: Jérôme Brisard |

| 16 stycznia 2022 | Olympique Marsylia | 1:1   | Lille OSC                                            |                                                                |
| 20:45            | Ünder 75'          | (0:1) | 15' Botman                                           | Stade Vélodrome, Marsylia Widzów: 5 034 Sędzia: Amaury Delerue |
| 20:45            | Guendouzi 3'       | (0:1) | 30', 32' André · 55' Grbic · 55' Celik · 86' Lihadji | Stade Vélodrome, Marsylia Widzów: 5 034 Sędzia: Amaury Delerue |

### 22. kolejka (21 – 23 stycznia)
| 21 stycznia 2022 | Olympique Lyon | 1:0   | AS Saint-Étienne                                          |                                                    |
| 21:00            | Dembélé 15'    | (1:0) |                                                           | Parc OL, Lyon Widzów: 5 000 Sędzia: Antony Gautier |
| 21:00            | Da Silva 59'   | (1:0) | 19' Gourna-Douath · 42' Camara · 50' Maçon · 90+1' Thioub | Parc OL, Lyon Widzów: 5 000 Sędzia: Antony Gautier |

| 22 stycznia 2022 | Brest                   | 2:0   | Lille OSC                              |                                                                  |
| 17:00            | Djaló 3' · Mounié 90+5' | (1:0) |                                        | Stade Francis-Le Blé, Brest Widzów: 4 358 Sędzia: Jérôme Brisard |
| 17:00            | Mounié 11' · Agoumé 27' | (1:0) | 54' Yilmaz · 57' Mandava · 58' Sanches | Stade Francis-Le Blé, Brest Widzów: 4 358 Sędzia: Jérôme Brisard |

| 22 stycznia 2022 | RC Lens                             | 0:2   | Olympique Marsylia      |                                                                     |
| 21:00            |                                     | (0:1) | 34' Payet · 77' Bakambu | Stade Félix-Bollaert, Lens Widzów: 5 000 Sędzia: Stéphanie Frappart |
| 21:00            | Danso 20' · Medina 32' · Sotoca 49' | (0:1) | 71' Peres · 86' Lirola  | Stade Félix-Bollaert, Lens Widzów: 5 000 Sędzia: Stéphanie Frappart |

| 23 stycznia 2022 | FC Metz                                   | 0:2   | OGC Nice                |                                                                             |
| 13:00            |                                           | (0:0) | 58' Thuram · 86' Gouiri | Stade Municipal Saint-Symphorien, Metz Widzów: 5 000 Sędzia: Amaury Delerue |
| 13:00            | Kana-Biyik 45+1' · Mbengue 55' · Yade 57' | (0:0) | 64' Rosario             | Stade Municipal Saint-Symphorien, Metz Widzów: 5 000 Sędzia: Amaury Delerue |

| 23 stycznia 2022 | Angers SCO       | 2:1   | Troyes                                  |                                                                   |
| 15:00            | Mangani 26', 37' | (2:1) | 11' Dominguès                           | Stade Raymond-Kopa, Angers Widzów: 5 000 Sędzia: Romain Lissorgue |
| 15:00            | Taïbi 88'        | (2:1) | 36' Biancone · 56' Salmier · 89' Gallon | Stade Raymond-Kopa, Angers Widzów: 5 000 Sędzia: Romain Lissorgue |

| 23 stycznia 2022 | Girondins Bordeaux                                 | 4:3   | RC Strasbourg                  |                                                                       |
| 15:00            | Ui-jo 17', 39', 90' · Elis 21'                     | (3:1) | 43', 57' Gameiro · 90+7' Waris | Stade Matmut-Atlantique, Bordeaux Widzów: 3 308 Sędzia: Mikael Lesage |
| 15:00            | Lacoux 34' · Mexer 77' · Adli 83' · Fransérgio 87' | (3:1) | 37' Prcić · 89' Thomasson      | Stade Matmut-Atlantique, Bordeaux Widzów: 3 308 Sędzia: Mikael Lesage |

| 23 stycznia 2022 | Clermont Foot                | 2:1   | Stade Rennes                              |                                                                               |
| 15:00            | Da Cunha 60' · Tell 71'      | (0:1) | 19' Santamaria                            | Stade Gabriel-Montpied, Clermont-Ferrand Widzów: 4 535 Sędzia: Thomas Léonard |
| 15:00            | Samed 44' · Hountondji 90+1' | (0:1) | 65' Truffert · 75' Martin · 86' Ugochukwu | Stade Gabriel-Montpied, Clermont-Ferrand Widzów: 4 535 Sędzia: Thomas Léonard |

| 23 stycznia 2022 | FC Nantes                                                | 4:2   | Lorient                 |                                                                       |
| 15:00            | Girotto 39' · Kolo Muani 53' · Bukari 69' · Geubbels 86' | (1:0) | 56' Moffi · 85' Soumano | Stade de la Beaujoire, Nantes Widzów: 4 275 Sędzia: Pierre Gaillouste |
| 15:00            | Moutoussamy 45+1' · Fábio 77' · Appiah 83'               | (1:0) |                         | Stade de la Beaujoire, Nantes Widzów: 4 275 Sędzia: Pierre Gaillouste |

| 23 stycznia 2022 | Montpellier HSC                | 3:2   | AS Monaco                        |                                                                       |
| 17:05            | Wahi 13' · Mavididi 32', 90+1' | (2:1) | 34' Ben Yedder · 81' Vanderson   | Stade de la Mosson, Montpellier Widzów: 5 000 Sędzia: Jérémie Pignard |
| 17:05            | Sambia 90+2' · Mavididi 90+2'  | (2:1) | 10' Henrique · 65' Ruben Aguilar | Stade de la Mosson, Montpellier Widzów: 5 000 Sędzia: Jérémie Pignard |

| 23 stycznia 2022 | Paris Saint-Germain                         | 4:0   | Stade de Reims |                                                               |
| 20:45            | Verratti 44', 67' · Ramos 62' · Pereira 75' | (1:0) |                | Parc des Princes, Paryż Widzów: 5 000 Sędzia: Eric Wattellier |
| 20:45            | 56' Lopy                                    | (1:0) |                | Parc des Princes, Paryż Widzów: 5 000 Sędzia: Eric Wattellier |

### 23. kolejka (4 – 6 lutego)
| 4 lutego 2022 | Olympique Marsylia                           | 5:2   | Angers SCO                |                                                                |
| 21:00         | Milik 18', 70', 78' · Gerson 21' · Ünder 85' | (2:2) | 8' Fulgini · 11' Bentaleb | Stade Vélodrome, Marsylia Widzów: 60 000 Sędzia: Jérémy Stinat |
| 21:00         | 53' Cabot · 76' Mendy · 90' Bentaleb         | (2:2) |                           | Stade Vélodrome, Marsylia Widzów: 60 000 Sędzia: Jérémy Stinat |

| 5 lutego 2022 | AS Saint-Étienne                        | 3:1   | Montpellier HSC |                                                                              |
| 17:00         | Hamouma 82' · Nordin 90' · Khazri 90+3' | (0:1) | 11' Wahi        | Stade Geoffroy-Guichard, Saint-Étienne Widzów: 20 000 Sędzia: Thomas Léonard |
| 17:00         | Mangala 16'                             | (0:1) |                 | Stade Geoffroy-Guichard, Saint-Étienne Widzów: 20 000 Sędzia: Thomas Léonard |

| 5 lutego 2022 | AS Monaco                 | 2:0   | Olympique Lyon            |                                                               |
| 21:00         | Lucas 2' · Ben Yedder 27' | (2:0) |                           | Stadion Ludwika II, Monako Widzów: 6 550 Sędzia: Ruddy Buquet |
| 21:00         | Maripán 69'               | (2:0) | 64' Dembélé · 69' Boateng | Stadion Ludwika II, Monako Widzów: 6 550 Sędzia: Ruddy Buquet |

| 6 lutego 2022 | Lorient                                                 | 2:0   | RC Lens |                                                                       |
| 15:00         | Soumano 43' · Koné 76'                                  | (1:0) |         | Stade Yves Allainmat, Lorient Widzów: 10 687 Sędzia: Romain Lissorgue |
| 15:00         | 45+1' Wooh · 77' Cahuzac · 79' Haidara · 87' Frankowski | (1:0) |         | Stade Yves Allainmat, Lorient Widzów: 10 687 Sędzia: Romain Lissorgue |

| 6 lutego 2022 | OGC Nice     | 0:1   | Clermont Foot |                                                              |
| 15:00         |              | (0:1) | 77' Rashani   | Allianz Riviera, Nicea Widzów: 18 022 Sędzia: Jérôme Brisard |
| 15:00         | Boudaoui 26' | (0:1) | 53' Rashani   | Allianz Riviera, Nicea Widzów: 18 022 Sędzia: Jérôme Brisard |

| 6 lutego 2022 | Stade de Reims                                           | 5:0   | Girondins Bordeaux |                                                                   |
| 15:00         | Ekitike 40' · Munetsi 46', 76' · Matusiwa 59' · Faes 62' | (1:0) |                    | Stade Auguste Delaune, Reims Widzów: 8 858 Sędzia: Antony Gautier |
| 15:00         | 39' Hwang · 72' Ignatenko                                | (1:0) |                    | Stade Auguste Delaune, Reims Widzów: 8 858 Sędzia: Antony Gautier |

| 6 lutego 2022 | RC Strasbourg                       | 1:0   | FC Nantes                                   |                                                                     |
| 15:00         | Liénard 74'                         | (0:0) |                                             | Stade de la Meinau, Strasburg Widzów: 22 240 Sędzia: Amaury Delerue |
| 15:00         | Nyamsi 53' · Liénard 82' · Sels 90' | (0:0) | 23' Chirivella · 48' Pallois · 78' Geubbels | Stade de la Meinau, Strasburg Widzów: 22 240 Sędzia: Amaury Delerue |

| 6 lutego 2022 | Troyes     | 0:0   | FC Metz                 |                                                                 |
| 15:00         |            | (0:0) |                         | Stade de l’Aube, Troyes Widzów: 7 227 Sędzia: Pierre Gaillouste |
| 15:00         | Kouamé 45' | (0:0) | 40' Amadou · 42' Traoré | Stade de l’Aube, Troyes Widzów: 7 227 Sędzia: Pierre Gaillouste |

| 6 lutego 2022 | Stade Rennes                             | 2:0   | Brest            |                                     |
| 17:00         | Laborde 20' · Terrier 90'                | (1:0) |                  | Roazhon Park, Rennes Widzów: 25 049 |
| 17:00         | Martin 1' · Santamaria 31' · Terrier 59' | (1:0) | 52' Del Castillo | Roazhon Park, Rennes Widzów: 25 049 |

| 6 lutego 2022 | Lille OSC                | 1:5   | Paris Saint-Germain                                               |                                                                                 |
| 20:45         | Botman 28'               | (1:3) | 10' Pereira · 32' Kimpembe · 38' Messi · 51' Pereira · 67' Mbappé | Stade Pierre-Mauroy, Villeneuve-d’Ascq Widzów: 48 437 Sędzia: François Letexier |
| 20:45         | Celik 75' · Bradaric 83' | (1:3) | 45+1' Paredes                                                     | Stade Pierre-Mauroy, Villeneuve-d’Ascq Widzów: 48 437 Sędzia: François Letexier |

### 24. kolejka (11 – 13 lutego)
| 11 lutego 2022 | Paris Saint-Germain       | 1:0   | Stade Rennes |                                                               |
| 21:00          | Mbappé 90+3'              | (0:0) |              | Parc des Princes, Paryż Widzów: 47 000 Sędzia: Benoît Bastien |
| 21:00          | Mbappé 41' · Verratti 89' | (0:0) | 90' Alemdar  | Parc des Princes, Paryż Widzów: 47 000 Sędzia: Benoît Bastien |

| 12 lutego 2022 | Montpellier HSC                        | 0:1   | Lille OSC                         |                                                                           |
| 17:00          |                                        | (0:0) | 77' Xeka                          | Stade de la Mosson, Montpellier Widzów: 11 784 Sędzia: Stéphanie Frappart |
| 17:00          | Ferri 46' · Savanier 83' · Germain 87' | (0:0) | 18' André · 22' Gomes · 45' Çelik | Stade de la Mosson, Montpellier Widzów: 11 784 Sędzia: Stéphanie Frappart |

| 12 lutego 2022 | Olympique Lyon               | 2:0   | OGC Nice |                                                    |
| 21:00          | Dembélé 8' · Toko Ekambi 52' | (1:0) |          | Parc OL, Lyon Widzów: 41 974 Sędzia: Benoît Millot |
| 21:00          | 50' Todibo                   | (1:0) |          | Parc OL, Lyon Widzów: 41 974 Sędzia: Benoît Millot |

| 13 lutego 2022 | AS Monaco                                  | 0:0   | Lorient                      |                                                                  |
| 13:00          |                                            | (0:0) |                              | Stadion Ludwika II, Monako Widzów: 3 963 Sędzia: Bastien Dechepy |
| 13:00          | Henrique 45' · Aguilar 73' · Akliouche 89' | (0:0) | 37' Boisgard · 81' Laurienté | Stadion Ludwika II, Monako Widzów: 3 963 Sędzia: Bastien Dechepy |

| 13 lutego 2022 | Angers SCO                           | 0:1   | RC Strasbourg |                                                                    |
| 15:00          |                                      | (0:1) | 11' Gameiro   | Stade Raymond-Kopa, Angers Widzów: 6 521 Sędzia: Pierre Gaillouste |
| 15:00          | Cabot 29' · Thomas 68' · Doumbia 83' | (0:1) | 40' Liénard   | Stade Raymond-Kopa, Angers Widzów: 6 521 Sędzia: Pierre Gaillouste |

| 13 lutego 2022 | Brest                                            | 5:1   | Troyes      |                                                                  |
| 15:00          | Satriano 7', 27' · Honorat 49', 67' · Mounié 82' | (2:0) | 47' Rami    | Stade Francis-Le Blé, Brest Widzów: 10 600 Sędzia: Florent Batta |
| 15:00          | Agoumé 15'                                       | (2:0) | 43' Tardieu | Stade Francis-Le Blé, Brest Widzów: 10 600 Sędzia: Florent Batta |

| 13 lutego 2022 | Clermont Foot                                              | 1:2   | AS Saint-Étienne               |                                                                              |
| 15:00          | Hountondji 39'                                             | (1:0) | 71' Camara · 82' Kolodziejczak | Stade Gabriel-Montpied, Clermont-Ferrand Widzów: 12 131 Sędzia: Ruddy Buquet |
| 15:00          | Hountondji 19' · Gastien 52' · Seidu 90+1' · Zedadka 90+5' | (1:0) | 15' Boudebouz                  | Stade Gabriel-Montpied, Clermont-Ferrand Widzów: 12 131 Sędzia: Ruddy Buquet |

| 13 lutego 2022 | FC Nantes   | 1:0   | Stade de Reims |                                                                  |
| 15:00          | Simon 17'   | (1:0) |                | Stade de la Beaujoire, Nantes Widzów: 14 304 Sędzia: Johan Hamel |
| 15:00          | Girotto 53' | (1:0) | 14' Abdelhamid | Stade de la Beaujoire, Nantes Widzów: 14 304 Sędzia: Johan Hamel |

| 13 lutego 2022 | RC Lens                                    | 3:2   | Girondins Bordeaux         |                                                                     |
| 17:05          | Kalimuendo 10' · Kakuta 22' · Fofana 26'   | (3:1) | 33' Elis · 53' Hwang       | Stade Félix-Bollaert, Lens Widzów: 32 662 Sędzia: François Letexier |
| 17:05          | Doucouré 45' · Sotoca 61' · Frankowski 88' | (3:1) | 54' Hwang · 61' Guilavogui | Stade Félix-Bollaert, Lens Widzów: 32 662 Sędzia: François Letexier |

| 13 lutego 2022 | FC Metz                  | 1:2   | Olympique Marsylia      |                                                                               |
| 20:45          | Maïga 52'                | (0:1) | 26' Bakambu · 82' Milik | Stade Municipal Saint-Symphorien, Metz Widzów: 25 482 Sędzia: Eric Wattellier |
| 20:45          | Pajot 19' · Traoré 45+1' | (0:1) | 71' Bakambu · 87' Payet | Stade Municipal Saint-Symphorien, Metz Widzów: 25 482 Sędzia: Eric Wattellier |

### 25. kolejka (18 – 20 lutego)
| 18 lutego 2022 | Lille OSC                                     | 0:0   | FC Metz                                               |                                                                               |
| 21:00          |                                               | (0:0) |                                                       | Stade Pierre-Mauroy, Villeneuve-d’Ascq Widzów: 30 384 Sędzia: Bastien Dechepy |
| 21:00          | Zhegrova 83', 90+1' · Fonte 87' · Djaló 90+6' | (0:0) | 21' Maïga · 67' Kouyaté · 79' Caillard · 90+6' Amadou | Stade Pierre-Mauroy, Villeneuve-d’Ascq Widzów: 30 384 Sędzia: Bastien Dechepy |

| 19 lutego 2022 | RC Lens                 | 1:1   | Olympique Lyon |                                                                  |
| 17:00          | Clauss 13'              | (1:1) | 44' Kadewere   | Stade Félix-Bollaert, Lens Widzów: 36 624 Sędzia: Jérôme Brisard |
| 17:00          | 7' Emerson · 84' Dubois | (1:1) |                | Stade Félix-Bollaert, Lens Widzów: 36 624 Sędzia: Jérôme Brisard |

| 19 lutego 2022 | FC Nantes                               | 3:1   | Paris Saint-Germain                                                                      |                                                                    |
| 21:00          | Kolo Muani 4' · Merlin 16' · Blas 45+6' | (3:0) | 47' Neymar                                                                               | Stade de la Beaujoire, Nantes Widzów: 35 500 Sędzia: Mikael Lesage |
| 21:00          | Castelletto 18' · Appiah 45+1'          | (3:0) | 38' Verratti · 45+5' Wijnaldum · 50' Neymar · 83' Mbappé · 90+1' Hakimi · 90+3' Di María | Stade de la Beaujoire, Nantes Widzów: 35 500 Sędzia: Mikael Lesage |

| 20 lutego 2022 | OGC Nice                          | 1:0   | Angers SCO                |                                                                |
| 13:00          | Kluivert 19'                      | (1:0) |                           | Allianz Riviera, Nicea Widzów: 18 257 Sędzia: Romain Lissorgue |
| 13:00          | Boudaoui 72' · Schneiderlin 90+2' | (1:0) | 34' Doumbia · 78' Fulgini | Allianz Riviera, Nicea Widzów: 18 257 Sędzia: Romain Lissorgue |

| 20 lutego 2022 | Lorient                    | 0:1   | Montpellier HSC |                                                                    |
| 15:00          |                            | (0:0) | 56' Savanier    | Stade Yves Allainmat, Lorient Widzów: 10 135 Sędzia: Jérémy Stinat |
| 15:00          | Laporte 31' · Innocent 47' | (0:0) | 60' Oyongo      | Stade Yves Allainmat, Lorient Widzów: 10 135 Sędzia: Jérémy Stinat |

| 20 lutego 2022 | Stade de Reims | 1:1   | Brest                   |                                                                      |
| 15:00          | Faes 4'        | (1:1) | 34' Satriano            | Stade Auguste Delaune, Reims Widzów: 9 307 Sędzia: Hakim Ben El Hadj |
| 15:00          | Mbuku 65'      | (1:1) | 57' Belaïli · 87' Lasne | Stade Auguste Delaune, Reims Widzów: 9 307 Sędzia: Hakim Ben El Hadj |

| 20 lutego 2022 | Stade Rennes                                  | 4:1   | Troyes                                                    |                                                            |
| 15:00          | Guirassy 14', 20' · Terrier 75' · Laborde 87' | (2:1) | 39' Ugbo                                                  | Roazhon Park, Rennes Widzów: 22 967 Sędzia: Clément Turpin |
| 15:00          | Guirassy 12'                                  | (2:1) | 49' Chavalerin · 53' Tardieu · 85' Salmier · 90+1' Kaboré | Roazhon Park, Rennes Widzów: 22 967 Sędzia: Clément Turpin |

| 20 lutego 2022 | AS Saint-Étienne                                   | 2:2   | RC Strasbourg           |                                                                              |
| 15:00          | Boudebouz 4' · Khazri 34'                          | (2:2) | 21' Diallo · 30' Perrin | Stade Geoffroy-Guichard, Saint-Étienne Widzów: 24 897 Sędzia: Antony Gautier |
| 15:00          | Youssouf 45+1' · Kolodziejczak 50' · Mangala 90+5' | (2:2) | 17' Djiku · 65' Perrin  | Stade Geoffroy-Guichard, Saint-Étienne Widzów: 24 897 Sędzia: Antony Gautier |

| 20 lutego 2022 | Girondins Bordeaux                       | 1:1   | AS Monaco                                        |                                                                          |
| 17:05          | Oudin 22'                                | (1:0) | 67' Marcelo                                      | Stade Matmut-Atlantique, Bordeaux Widzów: 29 557 Sędzia: Jérémie Pignard |
| 17:05          | Oudin 41' · Guilavogui 46' · Pembélé 56' | (1:0) | 28', 34' Tchouameni · 34' Sidibé · 78' Vanderson | Stade Matmut-Atlantique, Bordeaux Widzów: 29 557 Sędzia: Jérémie Pignard |

| 20 lutego 2022 | Olympique Marsylia             | 0:2   | Clermont Foot            |                                                                |
| 20:45          |                                | (0:1) | 13' Bayo · 84' Allevinah | Stade Vélodrome, Marsylia Widzów: 53 840 Sędzia: Willy Delajod |
| 20:45          | Guendouzi 68' · Ćaleta-Car 75' | (0:1) | 68' Seidu · 88' Kyei     | Stade Vélodrome, Marsylia Widzów: 53 840 Sędzia: Willy Delajod |

### 26. kolejka (25 – 27 lutego)
| 25 lutego 2022 | Montpellier HSC                         | 2:4   | Stade Rennes                                          |                                                                       |
| 21:00          | Oyongo 9' · Wahi 41'                    | (2:2) | 8' Terrier · 15' Bourigeaud · 52' Laborde · 84' Majer | Stade de la Mosson, Montpellier Widzów: 11 000 Sędzia: Amaury Delerue |
| 21:00          | Savanier 26' · Germain 74' · Oyongo 85' | (2:2) | 28' Traoré · 70' Omari                                | Stade de la Mosson, Montpellier Widzów: 11 000 Sędzia: Amaury Delerue |

| 26 lutego 2022 | RC Strasbourg | 0:0   | OGC Nice                      |                                                                         |
| 17:00          |               | (0:0) |                               | Stade de la Meinau, Strasburg Widzów: 25 150 Sędzia: Stéphanie Frappart |
| 17:00          | Perrin 56'    | (0:0) | 19', 48' Dante · 85' Kluivert | Stade de la Meinau, Strasburg Widzów: 25 150 Sędzia: Stéphanie Frappart |

| 26 lutego 2022 | Paris Saint-Germain           | 3:1   | AS Saint-Étienne |                                                                  |
| 21:00          | Mbappé 42', 47' · Pereira 52' | (1:1) | 16' Bouanga      | Parc des Princes, Paryż Widzów: 45 000 Sędzia: Pierre Gaillouste |
| 21:00          | Gueye 56' · Marquinhos 90'    | (1:1) | 90' Mangala      | Parc des Princes, Paryż Widzów: 45 000 Sędzia: Pierre Gaillouste |

| 27 lutego 2022 | AS Monaco                   | 1:2   | Stade de Reims            |                                                                |
| 13:00          | Ben Yedder 55'              | (0:0) | 84' Volland · 90+3' Mbuku | Stadion Ludwika II, Monako Widzów: 3 982 Sędzia: Benoît Millot |
| 13:00          | Disasi 25' · Lucas 86', 88' | (0:0) | 27' Hornby · 42' Munetsi  | Stadion Ludwika II, Monako Widzów: 3 982 Sędzia: Benoît Millot |

| 27 lutego 2022 | Angers SCO                            | 1:2   | RC Lens                                   |                                                                 |
| 15:00          | Fulgini 49'                           | (0:0) | 73' Mendy · 76' Clauss                    | Stade Raymond-Kopa, Angers Widzów: 9 499 Sędzia: Thomas Léonard |
| 15:00          | Mendy 58' · Cho 60', 69' · Boufal 72' | (0:0) | 31' Doucouré · 40' Danso · 89' Frankowski | Stade Raymond-Kopa, Angers Widzów: 9 499 Sędzia: Thomas Léonard |

| 27 lutego 2022 | Brest                                        | 0:1   | Lorient                                                   |                                                                   |
| 15:00          |                                              | (0:0) | 73' Koné                                                  | Stade Francis-Le Blé, Brest Widzów: 14 050 Sędzia: Benoît Bastien |
| 15:00          | Chardonnet 29' · Satriano 45+5' · Agoumé 81' | (0:0) | 43' Innocent · 45' Laurienté · 45+5' Mendes · 65' Abergel | Stade Francis-Le Blé, Brest Widzów: 14 050 Sędzia: Benoît Bastien |

| 27 lutego 2022 | Clermont Foot   | 1:1   | Girondins Bordeaux            |                                                                                 |
| 15:00          | Rashani 32'     | (1:1) | 13' Guilavogui                | Stade Gabriel-Montpied, Clermont-Ferrand Widzów: 12 032 Sędzia: Eric Wattellier |
| 15:00          | Abdul Samed 48' | (1:1) | 44' Ahmedhodžić · 76' Marcelo | Stade Gabriel-Montpied, Clermont-Ferrand Widzów: 12 032 Sędzia: Eric Wattellier |

| 27 lutego 2022 | FC Metz                | 0:0   | FC Nantes                |                                                                             |
| 15:00          |                        | (0:0) |                          | Stade Municipal Saint-Symphorien, Metz Widzów: 15 851 Sędzia: Florent Batta |
| 15:00          | Amadou 59' · Pajot 86' | (0:0) | 40' Cyprien · 51' Traoré | Stade Municipal Saint-Symphorien, Metz Widzów: 15 851 Sędzia: Florent Batta |

| 27 lutego 2022 | Troyes                                                          | 1:1   | Olympique Marsylia                  |                                                                  |
| 17:05          | Touzghar 90'                                                    | (0:1) | 28' Payet                           | Stade de l’Aube, Troyes Widzów: 16 871 Sędzia: François Letexier |
| 17:05          | Baldé 27' · Rami 36' · Tardieu 36' · Conté 49' · Biancone 90+6' | (0:1) | 11' Rongier · 55' Payet · 85' López | Stade de l’Aube, Troyes Widzów: 16 871 Sędzia: François Letexier |

| 27 lutego 2022 | Olympique Lyon                           | 0:1   | Lille OSC            |                                                     |
| 20:45          |                                          | (0:1) | 35' Gudmundsson      | Parc OL, Lyon Widzów: 42 657 Sędzia: Clément Turpin |
| 20:45          | Dembélé 19' · Caqueret 43' · Aouar 90+2' | (0:1) | 81' David · 83' Xeka | Parc OL, Lyon Widzów: 42 657 Sędzia: Clément Turpin |

### 27. kolejka (4 – 6 marca)
| 4 marca 2022 | Lorient       | 1:4   | Olympique Lyon                                 |                                                                       |
| 21:00        | Moffi 57'     | (0:2) | 5', 78' Faivre · 26' Dembélé · 59' Toko Ekambi | Stade Yves Allainmat, Lorient Widzów: 13 497 Sędzia: Romain Lissorgue |
| 21:00        | Monconduit 1' | (0:2) |                                                | Stade Yves Allainmat, Lorient Widzów: 13 497 Sędzia: Romain Lissorgue |

| 5 marca 2022 | RC Lens    | 0:1   | Brest        |                                                               |
| 17:00        |            | (0:0) | 59' Honorat  | Stade Félix-Bollaert, Lens Widzów: 36 305 Sędzia: Johan Hamel |
| 17:00        | Medina 67' | (0:0) | 54' Belkebla | Stade Félix-Bollaert, Lens Widzów: 36 305 Sędzia: Johan Hamel |

| 5 marca 2022 | OGC Nice   | 1:0   | Paris Saint-Germain |                                                             |
| 21:00        | Delort 88' | (0:0) |                     | Allianz Riviera, Nicea Widzów: 31 949 Sędzia: Willy Delajod |
| 21:00        | Lemina 33' | (0:0) |                     | Allianz Riviera, Nicea Widzów: 31 949 Sędzia: Willy Delajod |

| 6 marca 2022 | AS Saint-Étienne                             | 1:0   | FC Metz                                                |                                                                             |
| 13:00        | Bouanga 52'                                  | (0:0) |                                                        | Stade Geoffroy-Guichard, Saint-Étienne Widzów: 35 706 Sędzia: Jérémy Stinat |
| 13:00        | Bouanga 20' · Gourna-Douath 62' · Nordin 74' | (0:0) | 38' de Préville · 44' Bronn · 58' Delaine · 64' Traoré | Stade Geoffroy-Guichard, Saint-Étienne Widzów: 35 706 Sędzia: Jérémy Stinat |

| 6 marca 2022 | Girondins Bordeaux                                                                     | 0:2   | Troyes                          |                                                                       |
| 15:00        |                                                                                        | (0:1) | 28' (sam) Poussin · 87' Mothiba | Stade Matmut-Atlantique, Bordeaux Widzów: 20 287 Sędzia: Ruddy Buquet |
| 15:00        | Marcelo 8' · Gregersen 45+2' · Niang 69' · Ahmedhodžić 75' · Poussin 87' · Oudin 90+4' | (0:1) | 47' Biancone · 90+2' Koné       | Stade Matmut-Atlantique, Bordeaux Widzów: 20 287 Sędzia: Ruddy Buquet |

| 6 marca 2022 | FC Nantes                       | 2:0   | Montpellier HSC |                                                                        |
| 15:00        | Kolo Muani 69' · Geubbels 90+3' | (0:0) |                 | Stade de la Beaujoire, Nantes Widzów: 21 589 Sędzia: Hakim Ben El Hadj |
| 15:00        | Castelletto 30'                 | (0:0) | 79' Ristić      | Stade de la Beaujoire, Nantes Widzów: 21 589 Sędzia: Hakim Ben El Hadj |

| 6 marca 2022 | Stade de Reims               | 1:1   | RC Strasbourg  |                                                                     |
| 15:00        | Cajuste 84'                  | (0:0) | 69' Bellegarde | Stade Auguste Delaune, Reims Widzów: 10 405 Sędzia: Jérémie Pignard |
| 15:00        | 64' Sissoko · 90+3' Guilbert | (0:0) |                | Stade Auguste Delaune, Reims Widzów: 10 405 Sędzia: Jérémie Pignard |

| 6 marca 2022 | Stade Rennes                 | 2:0   | Angers SCO |                                                           |
| 15:00        | Bourigeaud 33' · Laborde 87' | (1:0) |            | Roazhon Park, Rennes Widzów: 27 693 Sędzia: Benoît Millot |
| 15:00        | Aguerd 72'                   | (1:0) | 71' Ninga  | Roazhon Park, Rennes Widzów: 27 693 Sędzia: Benoît Millot |

| 6 marca 2022 | Lille OSC                                       | 4:0   | Clermont Foot              |                                                                              |
| 17:05        | Bamba 3' · David 71' · Çelik 84' · Zhegrova 90' | (1:0) |                            | Stade Pierre-Mauroy, Villeneuve-d’Ascq Widzów: 33 515 Sędzia: Thomas Léonard |
| 17:05        | Ben Arfa 50'                                    | (1:0) | 2' Abdul Samed · 66' Seidu | Stade Pierre-Mauroy, Villeneuve-d’Ascq Widzów: 33 515 Sędzia: Thomas Léonard |

| 6 marca 2022 | Olympique Marsylia       | 0:1   | AS Monaco   |                                                                 |
| 20:45        |                          | (0:0) | 58' Martins | Stade Vélodrome, Marsylia Widzów: 56 510 Sędzia: Antony Gautier |
| 20:45        | Peres 53' · Kamara 90+1' | (0:0) | 56' Disasi  | Stade Vélodrome, Marsylia Widzów: 56 510 Sędzia: Antony Gautier |

### 28. kolejka (11 – 13 marca)
| 11 marca 2022 | Lille OSC  | 0:0   | AS Saint-Étienne |                                                                             |
| 21:00         |            | (0:0) |                  | Stade Pierre-Mauroy, Villeneuve-d’Ascq Widzów: 40 146 Sędzia: Florent Batta |
| 21:00         | Botman 65' | (0:0) | 81' Moukoudi     | Stade Pierre-Mauroy, Villeneuve-d’Ascq Widzów: 40 146 Sędzia: Florent Batta |

| 12 marca 2022 | Montpellier HSC                        | 0:0   | OGC Nice                               |                                                                       |
| 17:00         |                                        | (0:0) |                                        | Stade de la Mosson, Montpellier Widzów: 11 658 Sędzia: Clément Turpin |
| 17:00         | Estève 20' · Wahi 69' · Makouana 90+2' | (0:0) | 21' Lotomba · 32' Boudaoui · 35' Dante | Stade de la Mosson, Montpellier Widzów: 11 658 Sędzia: Clément Turpin |

| 12 marca 2022 | Troyes    | 1:0   | FC Nantes |                                                                  |
| 21:00         | Ugbo 43'  | (1:0) |           | Stade de l’Aube, Troyes Widzów: 7 400 Sędzia: Stéphanie Frappart |
| 21:00         | Conté 47' | (1:0) | 63' Simon | Stade de l’Aube, Troyes Widzów: 7 400 Sędzia: Stéphanie Frappart |

| 13 marca 2022 | Paris Saint-Germain                   | 3:0   | Girondins Bordeaux           |                                                                  |
| 13:00         | Mbappé 24' · Neymar 52' · Paredes 61' | (1:0) |                              | Parc des Princes, Paryż Widzów: 44 000 Sędzia: François Letexier |
| 13:00         | Paredes 39'                           | (1:0) | 40' Guilavogui · 45+1' Oudin | Parc des Princes, Paryż Widzów: 44 000 Sędzia: François Letexier |

| 13 marca 2022 | Angers SCO                                                             | 0:1   | Stade de Reims                      |                                                                |
| 15:00         |                                                                        | (0:1) | 24' Flips                           | Stade Raymond-Kopa, Angers Widzów: 5 960 Sędzia: Mikael Lesage |
| 15:00         | Manceau 49', 90' · Mangani 72' · Ebosse 77' · Capelle 87' · Thomas 88' | (0:1) | 18' Munetsi · 34' Donis · 58' Foket | Stade Raymond-Kopa, Angers Widzów: 5 960 Sędzia: Mikael Lesage |

| 13 marca 2022 | Clermont Foot | 0:2   | Lorient                 |                                                                                 |
| 15:00         |               | (0:0) | 72' Koné · 76' Pétrot   | Stade Gabriel-Montpied, Clermont-Ferrand Widzów: 11 359 Sędzia: Bastien Dechepy |
| 15:00         | Gastien 49'   | (0:0) | 53' Innocent · 83' Koné | Stade Gabriel-Montpied, Clermont-Ferrand Widzów: 11 359 Sędzia: Bastien Dechepy |

| 13 marca 2022 | FC Metz                                                              | 0:0   | RC Lens                |                                                                              |
| 15:00         |                                                                      | (0:0) |                        | Stade Municipal Saint-Symphorien, Metz Widzów: 15 687 Sędzia: Amaury Delerue |
| 15:00         | Boulaya 15' · de Préville 19' · Sarr 43' · Kouyaté 78' · N’Doram 89' | (0:0) | 58' Sotoca · 64' Danso | Stade Municipal Saint-Symphorien, Metz Widzów: 15 687 Sędzia: Amaury Delerue |

| 13 marca 2022 | RC Strasbourg | 1:0   | AS Monaco                |                                                                      |
| 15:00         | Djiku 23'     | (1:0) |                          | Stade de la Meinau, Strasburg Widzów: 25 231 Sędzia: Eric Wattellier |
| 15:00         | Prcić 65'     | (1:0) | 4' Tchouaméni · 43' Diop | Stade de la Meinau, Strasburg Widzów: 25 231 Sędzia: Eric Wattellier |

| 13 marca 2022 | Olympique Lyon            | 2:4   | Stade Rennes                                                |                              |
| 17:05         | Traoré 59' · Dembélé 82'  | (0:3) | 11' Bourigeaud · 13' Santamaria · 45+1' Majer · 49' Terrier | Parc OL, Lyon Widzów: 46 579 |
| 17:05         | Mendes 11' · Ndombele 20' | (0:3) | 27' Truffert · 68' Doku · 80' Gomis                         | Parc OL, Lyon Widzów: 46 579 |

| 13 marca 2022 | Brest         | 1:4   | Olympique Marsylia                                 |                                                                 |
| 20:45         | Cardona 90+1' | (0:1) | 3' Gerson · 63' Milik · 71' Harit · 90+2' Ünder    | Stade Francis-Le Blé, Brest Widzów: 14 611 Sędzia: Ruddy Buquet |
| 20:45         | Satriano 35'  | (0:1) | 33' Guendouzi · 77' Saliba · 89' Gueye · 90' Peres | Stade Francis-Le Blé, Brest Widzów: 14 611 Sędzia: Ruddy Buquet |

### 29. kolejka (18 – 20 marca)
| 18 marca 2022 | AS Saint-Étienne         | 1:1   | Troyes                            |                                                                                |
| 21:00         | Boudebouz 67'            | (0:1) | 18' Mothiba                       | Stade Geoffroy-Guichard, Saint-Étienne Widzów: 32 193 Sędzia: Romain Lissorgue |
| 21:00         | Mangala 62' · Khazri 69' | (0:1) | 65' Palmer-Brown · 65' Chavalerin | Stade Geoffroy-Guichard, Saint-Étienne Widzów: 32 193 Sędzia: Romain Lissorgue |

| 19 marca 2022 | RC Lens                                | 3:1   | Clermont Foot |                                                                 |
| 17:00         | Danso 39' · Sotoca 45+4' · Haïdara 58' | (2:1) | 9' Rashani    | Stade Félix-Bollaert, Lens Widzów: 36 182 Sędzia: Jérémy Stinat |
| 17:00         | Haïdara 82'                            | (2:1) |               | Stade Félix-Bollaert, Lens Widzów: 36 182 Sędzia: Jérémy Stinat |

| 19 marca 2022 | FC Nantes                              | 0:1   | Lille OSC                                                  |                                                                        |
| 21:00         |                                        | (0:1) | 41' Onana                                                  | Stade de la Beaujoire, Nantes Widzów: 25 977 Sędzia: Pierre Gaillouste |
| 21:00         | Moutoussamy 53' · Blas 81' · Fábio 86' | (0:1) | 15' Xeka · 64' André · 64' Weah · 79' Bamba · 86' Bradarić | Stade de la Beaujoire, Nantes Widzów: 25 977 Sędzia: Pierre Gaillouste |

| 20 marca 2022 | AS Monaco                                  | 3:0   | Paris Saint-Germain                    |                                                                  |
| 13:00         | Ben Yedder 25', 84' · Volland 68'          | (1:0) |                                        | Stadion Ludwika II, Monako Widzów: 16 642 Sędzia: Benoît Bastien |
| 13:00         | Martins 30' · Volland 65' · Tchouaméni 74' | (1:0) | 52' Mbappé · 53' Neymar · 81' Kimpembe | Stadion Ludwika II, Monako Widzów: 16 642 Sędzia: Benoît Bastien |

| 20 marca 2022 | Angers SCO              | 1:0   | Brest       |                                                                  |
| 15:00         | Boufal 39'              | (1:0) |             | Stade Raymond-Kopa, Angers Widzów: 7 734 Sędzia: Jérémie Pignard |
| 15:00         | Boufal 39' · Thomas 28' | (1:0) | 43' Cardona | Stade Raymond-Kopa, Angers Widzów: 7 734 Sędzia: Jérémie Pignard |

| 20 marca 2022 | Girondins Bordeaux                            | 0:2   | Montpellier HSC          |                                                                         |
| 15:00         |                                               | (0:2) | 11' Wahi · 16' Mollet    | Stade Matmut-Atlantique, Bordeaux Widzów: 15 000 Sędzia: Thomas Léonard |
| 15:00         | Mensah 23' · Ahmedhodžić 34' · Fransérgio 37' | (0:2) | 39' Cozza · 45+6' Ristić | Stade Matmut-Atlantique, Bordeaux Widzów: 15 000 Sędzia: Thomas Léonard |

| 20 marca 2022 | Lorient                     | 0:0   | RC Strasbourg               |                                                                   |
| 15:00         |                             | (0:0) |                             | Stade Yves Allainmat, Lorient Widzów: 9 806 Sędzia: Benoît Millot |
| 15:00         | Innocent 22' · Ouattara 76' | (0:0) | 29' Bellegarde · 89' Perrin | Stade Yves Allainmat, Lorient Widzów: 9 806 Sędzia: Benoît Millot |

| 20 marca 2022 | Stade Rennes                                           | 6:1   | FC Metz                 |                                                           |
| 15:00         | Terrier 18', 27' · Guirassy 40', 54', 64' · Traoré 58' | (3:0) | 87' Mafouta             | Roazhon Park, Rennes Widzów: 27 966 Sędzia: Willy Delajod |
| 15:00         | Santamaria 82'                                         | (3:0) | 25' Kouyaté · 70' Candé | Roazhon Park, Rennes Widzów: 27 966 Sędzia: Willy Delajod |

| 20 marca 2022 | Stade de Reims                               | 0:0   | Olympique Lyon |                                                                 |
| 17:05         |                                              | (0:0) |                | Stade Auguste Delaune, Reims Widzów: 14 091 Sędzia: Johan Hamel |
| 17:05         | 27' Caqueret · 45+3' SIlva · 79' Toko Ekambi | (0:0) |                | Stade Auguste Delaune, Reims Widzów: 14 091 Sędzia: Johan Hamel |

| 20 marca 2022 | Olympique Marsylia            | 2:1   | OGC Nice     |                                                                 |
| 20:45         | Milik 45+4' · Bakambu 89'     | (1:0) | 90+2' Lemina | Stade Vélodrome, Marsylia Widzów: 64 722 Sędzia: Jérôme Brisard |
| 20:45         | Ćaleta-Car 60' · Saliba 90+2' | (1:0) | 45' Bard     | Stade Vélodrome, Marsylia Widzów: 64 722 Sędzia: Jérôme Brisard |

### 30. kolejka (2 – 3 kwietnia)
| 2 kwietnia 2022 | OGC Nice                  | 1:1   | Stade Rennes |                                                              |
| 17:00           | Delort 67'                | (0:0) | 78' Terrier  | Allianz Riviera, Nicea Widzów: 24 086 Sędzia: Benoît Bastien |
| 17:00           | Todibo 42' · Kluivert 83' | (0:0) | 83' Traoré   | Allianz Riviera, Nicea Widzów: 24 086 Sędzia: Benoît Bastien |

| 2 kwietnia 2022 | Lille OSC              | 0:0   | Girondins Bordeaux                             |                                                                               |
| 19:00           |                        | (0:0) |                                                | Stade Pierre-Mauroy, Villeneuve-d’Ascq Widzów: 36 351 Sędzia: Bastien Dechepy |
| 19:00           | Yılmaz 19' · André 44' | (0:0) | 21', 35' Kwateng · 84' Ihnatenko · 86' Poussin | Stade Pierre-Mauroy, Villeneuve-d’Ascq Widzów: 36 351 Sędzia: Bastien Dechepy |

| 3 kwietnia 2022 | RC Strasbourg                          | 1:0   | RC Lens      |                                                                        |
| 13:00           | Ajorque 67'                            | (0:0) |              | Stade de la Meinau, Strasburg Widzów: 26 005 Sędzia: François Letexier |
| 13:00           | Guilbert 5' · Liénard 27' · Aholou 37' | (0:0) | 30' Doucouré | Stade de la Meinau, Strasburg Widzów: 26 005 Sędzia: François Letexier |

| 3 kwietnia 2022 | Clermont Foot                                                       | 2:3   | FC Nantes                                  |                                                                               |
| 15:00           | Khaoui 58' · Samed 63'                                              | (0:1) | 43' Blas · 62' Chirivella · 67' Kolo Muani | Stade Gabriel-Montpied, Clermont-Ferrand Widzów: 11 785 Sędzia: Mikael Lesage |
| 15:00           | Samed 30', 72' · Ogier 34' · Magnin 43' · Zedadka 88' · Seidu 90+4' | (0:1) | 35' Girotto                                | Stade Gabriel-Montpied, Clermont-Ferrand Widzów: 11 785 Sędzia: Mikael Lesage |

| 3 kwietnia 2022 | FC Metz    | 1:2   | AS Monaco                  |                                                                              |
| 15:00           | Amadou 62' | (0:0) | 46' Ben Yedder · 72' Boadu | Stade Municipal Saint-Symphorien, Metz Widzów: 19 812 Sędzia: Jérôme Brisard |

| 3 kwietnia 2022 | Montpellier HSC          | 1:2   | Brest                                                       |                                                                      |
| 15:00           | Savanier 90+4'           | (0:0) | 69' Satriano · 79' Honorat                                  | Stade de la Mosson, Montpellier Widzów: 10 929 Sędzia: Florent Batta |
| 15:00           | Mavididi 32' · Sakho 33' | (0:0) | 7' Satriano · 31' Hérelle · 66' Chardonnet · 90+2' Brassier | Stade de la Mosson, Montpellier Widzów: 10 929 Sędzia: Florent Batta |

| 3 kwietnia 2022 | AS Saint-Étienne               | 2:4   | Olympique Marsylia                                      |                                                                              |
| 15:00           | Bouanga 9' · Gourna-Douath 86' | (1:1) | 45+2' Payet · 60' Kolodziejczak · 68' Dieng · 73' Harit | Stade Geoffroy-Guichard, Saint-Étienne Widzów: 41 278 Sędzia: Clément Turpin |
| 15:00           | Mangala 45+1' · Thioub 77'     | (1:1) | 88' Targhalline                                         | Stade Geoffroy-Guichard, Saint-Étienne Widzów: 41 278 Sędzia: Clément Turpin |

| 3 kwietnia 2022 | Troyes           | 1:0   | Stade de Reims                               |                                                            |
| 15:00           | Ripart 90+3'     | (0:0) |                                              | Stade de l’Aube, Troyes Widzów: 9 402 Sędzia: Ruddy Buquet |
| 15:00           | Palmer-Brown 74' | (0:0) | 9' Abdelhamid · 35', 54' Matusiwa · 80' Busi | Stade de l’Aube, Troyes Widzów: 9 402 Sędzia: Ruddy Buquet |

| 3 kwietnia 2022 | Olympique Lyon              | 3:2   | Angers SCO                    |                                                      |
| 17:05           | Dembélé 26', 52' · Tetê 80' | (1:0) | 50' Pereira Lage · 59' Boufal | Parc OL, Lyon Widzów: 34 376 Sędzia: Eric Wattellier |
| 17:05           | Silva Milagres 85'          | (1:0) | 90+1' Doumbia                 | Parc OL, Lyon Widzów: 34 376 Sędzia: Eric Wattellier |

| 3 kwietnia 2022 | Paris Saint-Germain                           | 5:1   | Lorient   |                                                                  |
| 20:45           | Neymar 12', 90' · Mbappé 28', 67' · Messi 73' | (2:0) | 56' Moffi | Parc des Princes, Paryż Widzów: 40 000 Sędzia: Hakim Ben El Hadj |
| 20:45           | Gueye 53' · Kimpembe 57'                      | (2:0) | 38' Koné  | Parc des Princes, Paryż Widzów: 40 000 Sędzia: Hakim Ben El Hadj |

### 31. kolejka (8 – 10 kwietnia)
| 8 kwietnia 2022 | Lorient                                                      | 6:2   | AS Saint-Étienne                                            |                                                                   |
| 21:00           | Moffi 42', 86' · Koné 45+1', 65' · Le Fée 61' · Boisgard 89' | (2:2) | 4' Bouanga · 22' Nordin                                     | Stade Yves Allainmat, Lorient Widzów: 15 407 Sędzia: Ruddy Buquet |
| 21:00           | Le Fée 29' · Moffi 87'                                       | (2:2) | 14' Mangala · 35' Nade · 41' Kolodziejczak · 68', 68' Neyou | Stade Yves Allainmat, Lorient Widzów: 15 407 Sędzia: Ruddy Buquet |

| 9 kwietnia 2022 | Stade de Reims         | 2:3   | Stade Rennes                      |                                                                      |
| 17:00           | Busi 60' · Cajuste 81' | (0:2) | 39', 43' Bourigeaud · 58' Terrier | Stade Auguste Delaune, Reims Widzów: 10 243 Sędzia: Romain Lissorgue |
| 17:00           | Munetsi 41' · Busi 68' | (0:2) |                                   | Stade Auguste Delaune, Reims Widzów: 10 243 Sędzia: Romain Lissorgue |

| 9 kwietnia 2022 | Clermont Foot | 1:6   | Paris Saint-Germain                        |                                                                                 |
| 21:00           | Dossou 42'    | (1:2) | 6', 71', 83' Neymar · 19', 74', 80' Mbappé | Stade Gabriel-Montpied, Clermont-Ferrand Widzów: 12 664 Sędzia: Eric Wattellier |
| 21:00           | Gastien 70'   | (1:2) | 53' Neymar                                 | Stade Gabriel-Montpied, Clermont-Ferrand Widzów: 12 664 Sędzia: Eric Wattellier |

| 10 kwietnia 2022 | Girondins Bordeaux                     | 3:1   | FC Metz              |                                                                          |
| 13:00            | Mangas 52' · Niang 68' · Hwang 88'     | (0:1) | 21' Zé               | Stade Matmut-Atlantique, Bordeaux Widzów: 21 652 Sędzia: Jérémie Pignard |
| 13:00            | Lacoux 34' · Gregersen 49' · Hwang 83' | (0:1) | 34' Zé · 42' Kouyaté | Stade Matmut-Atlantique, Bordeaux Widzów: 21 652 Sędzia: Jérémie Pignard |

| 10 kwietnia 2022 | Angers SCO                                | 1:1   | Lille OSC                |                                                                 |
| 15:00            | Djaló 64'                                 | (0:0) | 74' Zhegrova             | Stade Raymond-Kopa, Angers Widzów: 9 286 Sędzia: Thomas Léonard |
| 15:00            | Bentaleb 45+1' · Thomas 53' · Doumbia 69' | (0:0) | 45+3' Yılmaz · 65' Fonte | Stade Raymond-Kopa, Angers Widzów: 9 286 Sędzia: Thomas Léonard |

| 10 kwietnia 2022 | Brest          | 1:1   | FC Nantes                                      |                                                                |
| 15:00            | Chardonnet 67' | (0:1) | 10' Kolo Muani                                 | Stade Francis-Le Blé, Brest Widzów: 13 145 Sędzia: Johan Hamel |
| 15:00            | Hérelle 64'    | (0:1) | 43' Chirivella · 70' Castelletto · 90+5' Fábio | Stade Francis-Le Blé, Brest Widzów: 13 145 Sędzia: Johan Hamel |

| 10 kwietnia 2022 | AS Monaco                    | 2:1   | Troyes                    |                                                                |
| 15:00            | Henrique 19' · Volland 57'   | (1:1) | 39' Ugbo                  | Stadion Ludwika II, Monako Widzów: 4 786 Sędzia: Mikael Lesage |
| 15:00            | Aguilar 22' · Ben Yedder 71' | (1:1) | 72' Biancone · 81' Kouamé | Stadion Ludwika II, Monako Widzów: 4 786 Sędzia: Mikael Lesage |

| 10 kwietnia 2022 | RC Lens                                 | 3:0   | OGC Nice                                                    |                                                                 |
| 17:05            | Kalimuendo 51', 67' · Doucouré 55'      | (0:0) |                                                             | Stade Félix-Bollaert, Lens Widzów: 36 668 Sędzia: Willy Delajod |
| 17:05            | Haïdara 17' · Doucouré 31' · Sotoca 66' | (0:0) | 38' Guessand · 45+4' Gouiri · 50', 57' Lemina · 90+1' Dante | Stade Félix-Bollaert, Lens Widzów: 36 668 Sędzia: Willy Delajod |

| 10 kwietnia 2022 | RC Strasbourg                              | 1:1   | Olympique Lyon  |                                                                     |
| 19:00            | Sissoko 20'                                | (1:0) | 90' Toko Ekambi | Stade de la Meinau, Strasburg Widzów: 26 000 Sędzia: Clément Turpin |
| 19:00            | Aholou 68' · Ajorque 90+1' · Sissoko 90+2' | (1:0) | 90+2' Dubois    | Stade de la Meinau, Strasburg Widzów: 26 000 Sędzia: Clément Turpin |

| 10 kwietnia 2022 | Olympique Marsylia                | 2:0   | Montpellier HSC |                                                                |
| 21:00            | Dieng 9' · Ünder 19'              | (2:0) |                 | Stade Vélodrome, Marsylia Widzów: 51 131 Sędzia: Jérémy Stinat |
| 21:00            | 18' Ferri · 66' Leroy · 90' Omlin | (2:0) |                 | Stade Vélodrome, Marsylia Widzów: 51 131 Sędzia: Jérémy Stinat |

### 32. kolejka (15 – 17 kwietnia)
| 15 kwietnia 2022 | Stade Rennes            | 2:3   | AS Monaco                                     |                                                                |
| 21:00            | Tait 3' · Terrier 90+3' | (1:1) | 12' Vanderson · 57' Ben Yedder · 77' Boadu    | Roazhon Park, Rennes Widzów: 28 500 Sędzia: Stéphanie Frappart |
| 21:00            | Omari 85'               | (1:1) | 43' Vanderson · 46' Badiashile · 84' Henrique | Roazhon Park, Rennes Widzów: 28 500 Sędzia: Stéphanie Frappart |

| 16 kwietnia 2022 | AS Saint-Étienne                    | 2:1   | Brest      |                                                                               |
| 17:00            | Camara 14', 39'                     | (2:1) | 8' Honorat | Stade Geoffroy-Guichard, Saint-Étienne Widzów: 27 227 Sędzia: Eric Wattellier |
| 17:00            | 74' Pierre-Gabriel · 90+3' Belkebla | (2:1) |            | Stade Geoffroy-Guichard, Saint-Étienne Widzów: 27 227 Sędzia: Eric Wattellier |

| 16 kwietnia 2022 | Lille OSC                            | 1:2   | RC Lens                        |                                                                              |
| 21:00            | Xeka 45+1'                           | (1:2) | 4' Frankowski · 37' Kalimuendo | Stade Pierre-Mauroy, Villeneuve-d’Ascq Widzów: 48 169 Sędzia: Jérôme Brisard |
| 21:00            | Xeka 18' · David 29' · Sanches 45+3' | (1:2) | 45+3' Gradit · 90' Cahuzac     | Stade Pierre-Mauroy, Villeneuve-d’Ascq Widzów: 48 169 Sędzia: Jérôme Brisard |

| 17 kwietnia 2022 | OGC Nice                  | 2:1   | Lorient       |                                                              |
| 13:00            | Delort 54', 88'           | (0:0) | 61' Laurienté | Allianz Riviera, Nicea Widzów: 17 212 Sędzia: Amaury Delerue |
| 13:00            | Daniliuc 45' · Thuram 78' | (0:0) | 53' Jenz      | Allianz Riviera, Nicea Widzów: 17 212 Sędzia: Amaury Delerue |

| 17 kwietnia 2022 | FC Metz               | 1:1   | Clermont Foot |                                                                                 |
| 15:00            | de Préville 24'       | (1:1) | 73' Dossou    | Stade Municipal Saint-Symphorien, Metz Widzów: 15 000 Sędzia: Pierre Gaillouste |
| 15:00            | Niane 40' · Bronn 72' | (1:1) | 84' Ogier     | Stade Municipal Saint-Symphorien, Metz Widzów: 15 000 Sędzia: Pierre Gaillouste |

| 17 kwietnia 2022 | Montpellier HSC                        | 0:0   | Stade de Reims |                                                                       |
| 15:00            |                                        | (0:0) |                | Stade de la Mosson, Montpellier Widzów: 10 170 Sędzia: Antony Gautier |
| 15:00            | 60' Munetsi · 70' Foket · 87' Rajković | (0:0) |                | Stade de la Mosson, Montpellier Widzów: 10 170 Sędzia: Antony Gautier |

| 17 kwietnia 2022 | FC Nantes                                             | 1:1   | Angers SCO |                                                                      |
| 15:00            | Coulibaly 53'                                         | (0:1) | 18' Boufal | Stade de la Beaujoire, Nantes Widzów: 25 102 Sędzia: Bastien Dechepy |
| 15:00            | Lafont 45+5' · Blas 70' · Girotto 90' · Pallois 90+1' | (0:1) | 50' Thomas | Stade de la Beaujoire, Nantes Widzów: 25 102 Sędzia: Bastien Dechepy |

| 17 kwietnia 2022 | Troyes        | 1:1   | RC Strasbourg          |                                                              |
| 15:00            | Tardieu 85'   | (0:0) | 56' Diallo             | Stade de l’Aube, Troyes Widzów: 10 000 Sędzia: Benoît Millot |
| 15:00            | Dingomé 90+4' | (0:0) | 44' Djiku · 61' Diarra | Stade de l’Aube, Troyes Widzów: 10 000 Sędzia: Benoît Millot |

| 17 kwietnia 2022 | Olympique Lyon                                                       | 6:1   | Girondins Bordeaux |                                                    |
| 17:05            | Dembélé 20', 90+2' · Toko Ekambi 27', 68' · Paquetá 34' · Faivre 46' | (3:0) | 85' Mara           | Parc OL, Lyon Widzów: 38 713 Sędzia: Florent Batta |

| 17 kwietnia 2022 | Paris Saint-Germain                                                                  | 2:1   | Olympique Marsylia |                                                                  |
| 20:45            | Neymar 12' · Mbappé 45+5'                                                            | (2:1) | 31' Ćaleta-Car     | Parc des Princes, Paryż Widzów: 46 000 Sędzia: François Letexier |
| 20:45            | Verratti 17' · Mendes 37' · Gueye 46' · Neymar 55' · Mbappé 90+1' · Donnarumma 90+2' | (2:1) | 21' Gerson         | Parc des Princes, Paryż Widzów: 46 000 Sędzia: François Letexier |

### 33. kolejka (20 kwietnia)
| 20 kwietnia 2022 | Girondins Bordeaux                                                       | 2:2   | AS Saint-Étienne                                                                     |                                                                         |
| 19:00            | Mara 16' · Onana 23'                                                     | (2:1) | 33' Bouanga · 65' Nordin                                                             | Stade Matmut-Atlantique, Bordeaux Widzów: 38 515 Sędzia: Benoît Bastien |
| 19:00            | Onana 19' · Ihnatenko 28' · Gregersen 52' · Ahmedhodžić 87' · Lacoux 90' | (2:1) | 44' Gourna-Douath · 71' Nordin · 84' Khazri · 84' Bouanga · 87' Camara · 90+6' Neyou | Stade Matmut-Atlantique, Bordeaux Widzów: 38 515 Sędzia: Benoît Bastien |

| 20 kwietnia 2022 | Lorient                  | 1:0   | FC Metz                  |                                                                    |
| 19:00            | Ouattara 90+5'           | (0:0) |                          | Stade Yves Allainmat, Lorient Widzów: 13 554 Sędzia: Mikael Lesage |
| 19:00            | Laporte 22' · Mendes 81' | (0:0) | 36' Amadou · 84' Nguette | Stade Yves Allainmat, Lorient Widzów: 13 554 Sędzia: Mikael Lesage |

| 20 kwietnia 2022 | AS Monaco                                                               | 1:0   | OGC Nice                  |                                                                 |
| 19:00            | Gołowin 45+2'                                                           | (1:0) |                           | Stadion Ludwika II, Monako Widzów: 10 247 Sędzia: Benoît Millot |
| 19:00            | Tchouaméni 45' · Disasi 52' · Martins 71' · Gołowin 78' · Vanderson 80' | (1:0) | 42' Daniliuc · 86' Thuram | Stadion Ludwika II, Monako Widzów: 10 247 Sędzia: Benoît Millot |

| 20 kwietnia 2022 | Stade de Reims                 | 2:1   | Lille OSC   |                                                                       |
| 19:00            | Munetsi 32' · Abdelhamid 90+2' | (1:0) | 57' Sanches | Stade Auguste Delaune, Reims Widzów: 10 910 Sędzia: Hakim Ben El Hadj |
| 19:00            | Lopy 76'                       | (1:0) | 89' Çelik   | Stade Auguste Delaune, Reims Widzów: 10 910 Sędzia: Hakim Ben El Hadj |

| 20 kwietnia 2022 | Troyes                                             | 0:1   | Clermont Foot                                                    |                                                               |
| 19:00            |                                                    | (0:0) | 88' Bayo                                                         | Stade de l’Aube, Troyes Widzów: 7 800 Sędzia: Jérémie Pignard |
| 19:00            | Mothiba 4' · Kaboré 61' · Baldé 85' · Moulin 90+5' | (0:0) | 37', 70' Seidu · 48' Billong · 63' Bayo · 70' Dossou · 76' Djoco | Stade de l’Aube, Troyes Widzów: 7 800 Sędzia: Jérémie Pignard |

| 20 kwietnia 2022 | Angers SCO  | 0:3   | Paris Saint-Germain                         |                                                               |
| 21:00            |             | (0:2) | 28' Mbappé · 45+2' Ramos · 77' Marquinhos   | Stade Raymond-Kopa, Angers Widzów: 13 000 Sędzia: Johan Hamel |
| 21:00            | Doumbia 88' | (0:2) | 42' Bernat · 50' Dina Ebimbe · 90+2' Michut | Stade Raymond-Kopa, Angers Widzów: 13 000 Sędzia: Johan Hamel |

| 20 kwietnia 2022 | Brest                         | 2:1   | Olympique Lyon        |                                                                  |
| 21:00            | Mounié 27' · Cardona 74'      | (1:0) | 72' Dembélé           | Stade Francis-Le Blé, Brest Widzów: 14 028 Sędzia: Jérémy Stinat |
| 21:00            | Faussurier 30' · Satriano 58' | (1:0) | 18' Tetê · 55' Mendes | Stade Francis-Le Blé, Brest Widzów: 14 028 Sędzia: Jérémy Stinat |

| 20 kwietnia 2022 | RC Lens                | 2:0   | Montpellier HSC |                                                                    |
| 21:00            | Costa 37' · Ganago 75' | (1:0) |                 | Stade Félix-Bollaert, Lens Widzów: 36 250 Sędzia: Romain Lissorgue |
| 21:00            | Costa 70'              | (1:0) |                 | Stade Félix-Bollaert, Lens Widzów: 36 250 Sędzia: Romain Lissorgue |

| 20 kwietnia 2022 | Olympique Marsylia         | 3:2   | FC Nantes                                             |                                                               |
| 21:00            | Payet 39', 55' · Harit 75' | (1:2) | 26' Girotto · 41' Coco                                | Stade Vélodrome, Marsylia Widzów: 55 890 Sędzia: Ruddy Buquet |
| 21:00            | Peres 35' · Milik 87'      | (1:2) | 32' Blas · 45', 90+4' Coco · 81' Fábio · 90+1' Appiah | Stade Vélodrome, Marsylia Widzów: 55 890 Sędzia: Ruddy Buquet |

| 20 kwietnia 2022 | RC Strasbourg           | 2:1   | Stade Rennes            |                                                                    |
| 21:00            | Diallo 4' · Ajorque 77' | (1:0) | 54' Terrier             | Stade de la Meinau, Strasburg Widzów: 25 148 Sędzia: Willy Delajod |
| 21:00            | Caci 86'                | (1:0) | 65' Martin · 90' Aguerd | Stade de la Meinau, Strasburg Widzów: 25 148 Sędzia: Willy Delajod |

### 34. kolejka (23 – 24 kwietnia)
| 23 kwietnia 2022 | Olympique Lyon                                                      | 5:2   | Montpellier HSC             |                                                        |
| 17:00            | Dembélé 26' · Omlin 43' (sam.) · Aouar 63', 90+2' · Toko Ekambi 68' | (2:2) | 45+1' Wahi · 45+4' Savanier | Parc OL, Lyon Widzów: 46 608 Sędzia: François Letexier |
| 17:00            | Boateng 75' · Gusto 89'                                             | (2:2) | 28' Oyongo · 42' Cozza      | Parc OL, Lyon Widzów: 46 608 Sędzia: François Letexier |

| 23 kwietnia 2022 | AS Saint-Étienne         | 1:4   | AS Monaco                                                           |                                                                               |
| 19:00            | Khazri 42'               | (1:2) | 23' Ben Yedder · 25' Volland · 61' (sam.) Kolodziejczak · 77' Boadu | Stade Geoffroy-Guichard, Saint-Étienne Widzów: 30 018 Sędzia: Bastien Dechepy |
| 19:00            | Khazri 43' · Mangala 72' | (1:2) | 21' Martins · 40' Tchouaméni · 65' Sidibé                           | Stade Geoffroy-Guichard, Saint-Étienne Widzów: 30 018 Sędzia: Bastien Dechepy |

| 23 kwietnia 2022 | Paris Saint-Germain                                    | 1:1   | RC Lens       |                                                               |
| 21:00            | Messi 68'                                              | (0:0) | 88' Jean      | Parc des Princes, Paryż Widzów: 47 000 Sędzia: Amaury Delerue |
| 21:00            | Ramos 54' · Verratti 73' · Marquinhos 78' · Neymar 90' | (0:0) | 9', 57' Danso | Parc des Princes, Paryż Widzów: 47 000 Sędzia: Amaury Delerue |

| 24 kwietnia 2022 | Stade Rennes                                                         | 5:0   | Lorient |                                                           |
| 13:00            | Bourigeaud 17' · Terrier 19' · Traoré 47' · Tait 79' · Laborde 90+3' | (2:0) |         | Roazhon Park, Rennes Widzów: 28 324 Sędzia: Benoît Millot |
| 13:00            | Santamaria 26' · Aguerd 58'                                          | (2:0) |         | Roazhon Park, Rennes Widzów: 28 324 Sędzia: Benoît Millot |

| 24 kwietnia 2022 | Clermont Foot                                                        | 2:2   | Angers SCO               |                                                                                    |
| 15:00            | Bayo 71' · Da Cunha 82'                                              | (0:2) | 37' Ali-Cho · 44' Traoré | Stade Gabriel-Montpied, Clermont-Ferrand Widzów: 11 531 Sędzia: Stéphanie Frappart |
| 15:00            | 34' Thomas · 38' Bentaleb · 61' Bamba · 62', 75' Ali-Cho · 90' Mendy | (0:2) |                          | Stade Gabriel-Montpied, Clermont-Ferrand Widzów: 11 531 Sędzia: Stéphanie Frappart |

| 24 kwietnia 2022 | FC Metz                                                                   | 0:1   | Brest       |                                                                             |
| 15:00            |                                                                           | (0:1) | 27' Belaïli | Stade Municipal Saint-Symphorien, Metz Widzów: 19 874 Sędzia: Florent Batta |
| 15:00            | N’Doram 14' · Jemerson 35', 78' · Kouyaté 37' · Delaine 74' · Oukidja 79' | (0:1) |             | Stade Municipal Saint-Symphorien, Metz Widzów: 19 874 Sędzia: Florent Batta |

| 24 kwietnia 2022 | FC Nantes                                                       | 5:3   | Girondins Bordeaux                    |                                                                     |
| 15:00            | Coulibaly 47', 72' · Mangas 51' (sam.) · Simon 76' · Bukari 89' | (0:2) | 6' Niang · 18' Dilrosun · 67' Kwateng | Stade de la Beaujoire, Nantes Widzów: 23 953 Sędzia: Clément Turpin |
| 15:00            | Bukari 90+3'                                                    | (0:2) | 15' Marcelo                           | Stade de la Beaujoire, Nantes Widzów: 23 953 Sędzia: Clément Turpin |

| 24 kwietnia 2022 | OGC Nice      | 1:0   | Troyes        |                                                                 |
| 15:00            | Thuram 90+4'  | (0:0) |               | Allianz Riviera, Nicea Widzów: 17 065 Sędzia: Hakim Ben El Hadj |
| 15:00            | Lotomba 90+5' | (0:0) | 90+5' Tardieu | Allianz Riviera, Nicea Widzów: 17 065 Sędzia: Hakim Ben El Hadj |

| 24 kwietnia 2022 | Lille OSC                    | 1:0   | RC Strasbourg                         |                                                                               |
| 17:05            | Çelik 87'                    | (0:0) |                                       | Stade Pierre-Mauroy, Villeneuve-d’Ascq Widzów: 30 211 Sędzia: Jérémie Pignard |
| 17:05            | Gudmundsson 36' · Botman 60' | (0:0) | 40' Perrin · 70' Guilbert · 71' Djiku | Stade Pierre-Mauroy, Villeneuve-d’Ascq Widzów: 30 211 Sędzia: Jérémie Pignard |

| 24 kwietnia 2022 | Stade de Reims | 0:1   | Olympique Marsylia |                                                                    |
| 20:45            |                | (0:0) | 83' Gerson         | Stade Auguste Delaune, Reims Widzów: 20 835 Sędzia: Jérôme Brisard |
| 20:45            | Locko 28'      | (0:0) | 5' Peres           | Stade Auguste Delaune, Reims Widzów: 20 835 Sędzia: Jérôme Brisard |

### 35. kolejka (29 kwietnia – 1 maja)
| 29 kwietnia 2022 | RC Strasbourg                                 | 3:3   | Paris Saint-Germain                            |                                                                   |
| 21:00            | Gameiro 2' · Verratti 75' (sam.) · Caci 90+2' | (1:1) | 23', 68' Mbappé · 64' Hakimi                   | Stade de la Meinau, Strasburg Widzów: 26 052 Sędzia: Ruddy Buquet |
| 21:00            | Bellegarde 8' · Prcić 41' · Liénard 60'       | (1:1) | 73' Neymar · 90+3' Kimpembe · 90+6' Donnarumma | Stade de la Meinau, Strasburg Widzów: 26 052 Sędzia: Ruddy Buquet |

| 30 kwietnia 2022 | RC Lens                    | 2:2   | FC Nantes                                                            |                                                                  |
| 17:00            | Costa 67' · Kalimuendo 81' | (0:2) | 8', 32' Simon                                                        | Stade Félix-Bollaert, Lens Widzów: 36 727 Sędzia: Thomas Léonard |
| 17:00            | Leca 19'                   | (0:2) | 53' de Sa · 62' Cyprien · 74' Moutoussamy · 80' Pallois · 81' Lafont | Stade Félix-Bollaert, Lens Widzów: 36 727 Sędzia: Thomas Léonard |

| 30 kwietnia 2022 | Stade Rennes   | 2:0   | AS Saint-Étienne                                      |                                                           |
| 21:00            | Majer 41', 84' | (1:0) |                                                       | Roazhon Park, Rennes Widzów: 27 390 Sędzia: Jérémy Stinat |
| 21:00            | Martin 61'     | (1:0) | 61' Trauco · 65' Nade · 67' Gourna-Douath · 70' Maçon | Roazhon Park, Rennes Widzów: 27 390 Sędzia: Jérémy Stinat |

| 1 maja 2022 | Troyes                                                       | 3:0   | Lille OSC |                                                              |
| 13:00       | Tardieu 43', 86' · Ugbo 55'                                  | (1:0) |           | Stade de l’Aube, Troyes Widzów: 10 497 Sędzia: Willy Delajod |
| 13:00       | 50', 50' Sanches · 54' Botman · 61' Gudmundsson · 68' Yılmaz | (1:0) |           | Stade de l’Aube, Troyes Widzów: 10 497 Sędzia: Willy Delajod |

| 1 maja 2022 | Brest                                       | 2:0   | Clermont Foot            |                                                                     |
| 15:00       | Brassier 60' · Mounié 62'                   | (0:0) |                          | Stade Francis-Le Blé, Brest Widzów: 10 592 Sędzia: Romain Lissorgue |
| 15:00       | Del Castillo 22' · Belaïli 30' · Saïd 90+1' | (0:0) | 28' Ogier · 45+1' Nsimba | Stade Francis-Le Blé, Brest Widzów: 10 592 Sędzia: Romain Lissorgue |

| 1 maja 2022 | Lorient                      | 1:2   | Stade de Reims         |                                                                        |
| 15:00       | Moffi 32'                    | (1:1) | 17' Zeneli · 59' Touré | Stade Yves Allainmat, Lorient Widzów: 12 216 Sędzia: Pierre Gaillouste |
| 15:00       | Monconduit 22' · Abergel 74' | (1:1) | 57' Doumbia            | Stade Yves Allainmat, Lorient Widzów: 12 216 Sędzia: Pierre Gaillouste |

| 1 maja 2022 | AS Monaco                  | 2:0   | Angers SCO                  |                                                                    |
| 15:00       | Bamba 42' · Ben Yedder 61' | (1:0) |                             | Stadion Ludwika II, Monako Widzów: 4 616 Sędzia: Hakim Ben El Hadj |
| 15:00       | Volland 37' · Gołowin 82'  | (1:0) | 32' Doumbia · 90+3' Mangani | Stadion Ludwika II, Monako Widzów: 4 616 Sędzia: Hakim Ben El Hadj |

| 1 maja 2022 | Montpellier HSC          | 2:2   | FC Metz                       |                                                                       |
| 15:00       | Souquet 60' · Wahi 90+1' | (0:1) | 24' Delaine · 70' Mafouta     | Stade de la Mosson, Montpellier Widzów: 10 446 Sędzia: Clément Turpin |
| 15:00       | Oyongo 29' · Leroy 58'   | (0:1) | 51' Pajot · 66' Sarr · 68' Zé | Stade de la Mosson, Montpellier Widzów: 10 446 Sędzia: Clément Turpin |

| 1 maja 2022 | Girondins Bordeaux | 0:1   | OGC Nice                 |                                                                      |
| 17:05       |                    | (0:0) | 74' Delort               | Stade Matmut-Atlantique, Bordeaux Widzów: 23 552 Sędzia: Johan Hamel |
| 17:05       | Marcelo 31'        | (0:0) | 11' Thuram · 70' Rosario | Stade Matmut-Atlantique, Bordeaux Widzów: 23 552 Sędzia: Johan Hamel |

| 1 maja 2022 | Olympique Marsylia    | 0:3   | Olympique Lyon                             |                                                                 |
| 20:45       |                       | (0:0) | 55' Lukeba · 76' Dembélé · 88' Toko Ekambi | Stade Vélodrome, Marsylia Widzów: 64 784 Sędzia: Antony Gautier |
| 20:45       | López 57' · Gueye 71' | (0:0) | 60' Dembélé                                | Stade Vélodrome, Marsylia Widzów: 64 784 Sędzia: Antony Gautier |

### 36. kolejka (6 – 8 maja)
| 6 maja 2022 | Lille OSC                                     | 1:2   | AS Monaco           |                                                                                 |
| 21:00       | Gomes 69'                                     | (0:1) | 42', 75' Tchouaméni | Stade Pierre-Mauroy, Villeneuve-d’Ascq Widzów: 39 088 Sędzia: François Letexier |
| 21:00       | Çelik 39' · Fonte 51' · André 87' · Bamba 90' | (0:1) | 66' Ben Yedder      | Stade Pierre-Mauroy, Villeneuve-d’Ascq Widzów: 39 088 Sędzia: François Letexier |

| 7 maja 2022 | Brest        | 0:1   | RC Strasbourg            |                                                                  |
| 17:00       |              | (0:0) | 72' Gameiro              | Stade Francis-Le Blé, Brest Widzów: 12 093 Sędzia: Mikael Lesage |
| 17:00       | Satriano 83' | (0:0) | 83' Nyamsi · 84' Liénard | Stade Francis-Le Blé, Brest Widzów: 12 093 Sędzia: Mikael Lesage |

| 8 maja 2022 | FC Metz                                    | 3:2   | Olympique Lyon                           |                                                                               |
| 13:00       | Pajot 27' · Zé 40' · Boulaya 90'           | (2:1) | 43', 84' Dembélé                         | Stade Municipal Saint-Symphorien, Metz Widzów: 20 405 Sędzia: Eric Wattellier |
| 13:00       | Niakaté 70' · Traoré 74' · de Préville 88' | (2:1) | 68' Mendes · 86' Ndombele · 90+3' Dubois | Stade Municipal Saint-Symphorien, Metz Widzów: 20 405 Sędzia: Eric Wattellier |

| 8 maja 2022 | Angers SCO                                              | 4:1   | Girondins Bordeaux                                                    |                                                                 |
| 15:00       | Ali-Cho 5' · Mendy 36' · Bahoken 62' · Pereira Lage 90' | (2:0) | 60' Mara                                                              | Stade Raymond-Kopa, Angers Widzów: 10 852 Sędzia: Benoît Millot |
| 15:00       | Fulgini 78'                                             | (2:0) | 46' Guilavogui · 56' Ahmedhodžić · 60' Mara · 77' Dilrosun · 89' Adli | Stade Raymond-Kopa, Angers Widzów: 10 852 Sędzia: Benoît Millot |

| 8 maja 2022 | Clermont Foot                 | 2:1   | Montpellier HSC                                    |                                                                                |
| 15:00       | Rashani 4' · Bayo 69'         | (1:1) | 32' Chotard                                        | Stade Gabriel-Montpied, Clermont-Ferrand Widzów: 11 587 Sędzia: Benoît Bastien |
| 15:00       | Abdul Samed 35' · Gastien 60' | (1:1) | 24' Mollet · 71' Souquet · 74' Chotard · 74' Leroy | Stade Gabriel-Montpied, Clermont-Ferrand Widzów: 11 587 Sędzia: Benoît Bastien |

| 8 maja 2022 | Stade de Reims | 1:2   | RC Lens                   |                                                                    |
| 15:00       | Zeneli 28'     | (1:0) | 55' Sotoca · 90+2' Fofana | Stade Auguste Delaune, Reims Widzów: 16 962 Sędzia: Vítor Ferreira |
| 15:00       | Matusiwa 61'   | (1:0) | 72' Medina · 90+3' Fofana | Stade Auguste Delaune, Reims Widzów: 16 962 Sędzia: Vítor Ferreira |

| 8 maja 2022 | Lorient     | 0:3   | Olympique Marsylia                     |                                                                      |
| 17:05       |             | (0:1) | 39' Dieng · 48' Guendouzi · 67' Gerson | Stade Yves Allainmat, Lorient Widzów: 16 210 Sędzia: Bastien Dechepy |
| 17:05       | Lemoine 56' | (0:1) | 65' Saliba                             | Stade Yves Allainmat, Lorient Widzów: 16 210 Sędzia: Bastien Dechepy |

| 8 maja 2022 | Paris Saint-Germain        | 2:2   | Troyes                  |                                                               |
| 20:45       | Marquinhos 6' · Neymar 25' | (2:1) | 30' Ugbo · 49' Tardieu  | Parc des Princes, Paryż Widzów: 45 000 Sędzia: Jérôme Brisard |
| 20:45       | Neymar 66'                 | (2:1) | 66' Ripart · 82' Kouamé | Parc des Princes, Paryż Widzów: 45 000 Sędzia: Jérôme Brisard |

| 11 maja 2022 | OGC Nice                                  | 4:2   | AS Saint-Étienne                       |                                                            |
| 19:00        | Bard 52' · Delort 60', 62' · Boudaoui 80' | (0:2) | 11' Bouanga · 45+4' Youssouf           | Allianz Riviera, Nicea Widzów: 17 704 Sędzia: Ruddy Buquet |
| 19:00        | Daniliuc 44' · Kluivert 65'               | (0:2) | 37' Maçon · 54' Mangala · 85' Moukoudi | Allianz Riviera, Nicea Widzów: 17 704 Sędzia: Ruddy Buquet |

| 11 maja 2022 | FC Nantes                   | 2:1   | Stade Rennes |                                                                     |
| 21:00        | Coulibaly 45' · Pallois 71' | (1:1) | 32' Tait     | Stade de la Beaujoire, Nantes Widzów: 26 359 Sędzia: Antony Gautier |
| 21:00        | Cyprien 67' · Blas 86'      | (1:1) | 90' Tait     | Stade de la Beaujoire, Nantes Widzów: 26 359 Sędzia: Antony Gautier |

### 37. kolejka (14 maja)
| 14 maja 2022 | Girondins Bordeaux                                            | 0:0   | Lorient                                                   |                                                                       |
| 21:00        |                                                               | (0:0) |                                                           | Stade Matmut-Atlantique, Bordeaux Widzów: 23 191 Sędzia: Ruddy Buquet |
| 21:00        | Ihnatenko 24' · Fransérgio 70' · Mensah 86' · Ahmedhodžić 90' | (0:0) | 45+2' Lemoine · 52' Ouattara · 56' Laurienté · 90' Le Fée | Stade Matmut-Atlantique, Bordeaux Widzów: 23 191 Sędzia: Ruddy Buquet |

| 14 maja 2022 | Olympique Lyon                      | 3:2   | FC Nantes                  |                                                    |
| 21:00        | Dembélé 9' · Paquetá 78' · Tetê 85' | (1:0) | 81' Merlin · 90+3' Cyprien | Parc OL, Lyon Widzów: 54 404 Sędzia: Florent Batta |
| 21:00        | Ndombele 61'                        | (1:0) |                            | Parc OL, Lyon Widzów: 54 404 Sędzia: Florent Batta |

| 14 maja 2022 | FC Metz                              | 1:0   | Angers SCO   |                                                                               |
| 21:00        | Zé 50'                               | (0:0) |              | Stade Municipal Saint-Symphorien, Metz Widzów: 17 213 Sędzia: Jérémie Pignard |
| 21:00        | Candé 34' · Traoré 60' · Delaine 68' | (0:0) | 23' Bentaleb | Stade Municipal Saint-Symphorien, Metz Widzów: 17 213 Sędzia: Jérémie Pignard |

| 14 maja 2022 | AS Monaco                              | 4:2   | Brest                     |                                                                 |
| 21:00        | Ben Yedder 44', 51', 54' · Volland 70' | (1:2) | 10' Duverne · 23' Belaïli | Stadion Ludwika II, Monako Widzów: 6 000 Sędzia: Jérôme Brisard |
| 21:00        | Gołowin 45+4' · Volland 62'            | (1:2) | 45+4' Hérelle             | Stadion Ludwika II, Monako Widzów: 6 000 Sędzia: Jérôme Brisard |

| 14 maja 2022 | Montpellier HSC         | 0:4   | Paris Saint-Germain                                      |                                                |
| 21:00        |                         | (0:3) | 6', 20' Messi · 26' Di María · 60' Mbappé                | Stade de la Mosson, Montpellier Widzów: 19 586 |
| 21:00        | Souquet 41' · Ferri 89' | (0:3) | 34' Herrera · 70' Simons · 85' Mbappé · 90+3' Marquinhos | Stade de la Mosson, Montpellier Widzów: 19 586 |

| 14 maja 2022 | OGC Nice                     | 1:3   | Lille OSC                                |                                                              |
| 21:00        | Kluivert 31'                 | (1:0) | 52', 61' David · 90+5' Weah              | Allianz Riviera, Nicea Widzów: 24 232 Sędzia: Thomas Léonard |
| 21:00        | Lotomba 45' · Kluivert 90+2' | (1:0) | 12' Gudmundsson · 66' Gomes · 90+4' Weah | Allianz Riviera, Nicea Widzów: 24 232 Sędzia: Thomas Léonard |

| 14 maja 2022 | Stade Rennes               | 2:0   | Olympique Marsylia         |                                                            |
| 21:00        | Bourigeaud 12' · Majer 35' | (2:0) |                            | Roazhon Park, Rennes Widzów: 28 811 Sędzia: Benoît Bastien |
| 21:00        | Tait 27'                   | (2:0) | 64' Ćaleta-Car · 70' Gueye | Roazhon Park, Rennes Widzów: 28 811 Sędzia: Benoît Bastien |

| 14 maja 2022 | AS Saint-Étienne | 1:2   | Stade de Reims           |                                                                         |
| 21:00        | Mangala 12'      | (1:1) | 2' Munetsi · 61' Doumbia | Stade Geoffroy-Guichard, Saint-Étienne Widzów: 0 Sędzia: Clément Turpin |
| 21:00        | Mangala 8'       | (1:1) |                          | Stade Geoffroy-Guichard, Saint-Étienne Widzów: 0 Sędzia: Clément Turpin |

| 14 maja 2022 | RC Strasbourg | 1:0   | Clermont Foot           |                                                                    |
| 21:00        | Thomasson 28' | (1:0) |                         | Stade de la Meinau, Strasburg Widzów: 25 231 Sędzia: Benoît Millot |
| 21:00        | Liénard 34'   | (1:0) | 10' Zedadka · 48' Seidu | Stade de la Meinau, Strasburg Widzów: 25 231 Sędzia: Benoît Millot |

| 14 maja 2022 | Troyes       | 1:3   | RC Lens                                 |                                                                  |
| 21:00        | Biancone 14' | (1:2) | 42' Danso · 45' Kalimuendo · 71' Clauss | Stade de l’Aube, Troyes Widzów: 19 000 Sędzia: François Letexier |
| 21:00        | Kaboré 9'    | (1:2) | 19' Medina · 78' Frankowski             | Stade de l’Aube, Troyes Widzów: 19 000 Sędzia: François Letexier |

### 38. kolejka (21 maja)
| 21 maja 2022 | Angers SCO                     | 2:0   | Montpellier HSC                                     |                                                                    |
| 21:00        | Mangani 45' · Pereira Lage 67' | (1:0) |                                                     | Stade Raymond-Kopa, Angers Widzów: 11 249 Sędzia: Romain Lissorgue |
| 21:00        | Fulgini 71'                    | (1:0) | 30' Makouana · 44' Oyongo · 54' Germain · 59' Ferri | Stade Raymond-Kopa, Angers Widzów: 11 249 Sędzia: Romain Lissorgue |

| 21 maja 2022 | Brest                    | 2:4   | Girondins Bordeaux                        |                                                                      |
| 21:00        | Mounié 16' · Belaïli 34' | (2:2) | 14' Mangas · 32', 73' Mara · 75' Dilrosun | Stade Francis-Le Blé, Brest Widzów: 14 484 Sędzia: Hakim Ben El Hadj |
| 21:00        | Chardonnet 30'           | (2:2) |                                           | Stade Francis-Le Blé, Brest Widzów: 14 484 Sędzia: Hakim Ben El Hadj |

| 21 maja 2022 | Clermont Foot            | 1:2   | Olympique Lyon            |                                                                               |
| 21:00        | Bayo 59'                 | (0:1) | 26' Dembélé · 49' Aouar   | Stade Gabriel-Montpied, Clermont-Ferrand Widzów: 12 000 Sędzia: Mikael Lesage |
| 21:00        | Nsimba 26' · Rashani 90' | (0:1) | 39' Silva · 90+5' Dembélé | Stade Gabriel-Montpied, Clermont-Ferrand Widzów: 12 000 Sędzia: Mikael Lesage |

| 21 maja 2022 | RC Lens                       | 2:2   | AS Monaco                                   |                                                                  |
| 21:00        | Frankowski 30' · Ganago 90+6' | (1:1) | 34' Badiashile · 62' Ben Yedder             | Stade Félix-Bollaert, Lens Widzów: 37 764 Sędzia: Benoît Bastien |
| 21:00        | Danso 32' · Gradit 84'        | (1:1) | 84' Volland · 86' Tchouaméni · 88' Henrique | Stade Félix-Bollaert, Lens Widzów: 37 764 Sędzia: Benoît Bastien |

| 21 maja 2022 | Lille OSC               | 2:2   | Stade Rennes                    |                                                                              |
| 21:00        | Weah 11', 88'           | (1:1) | 41' Bourigeaud · 90+3' Guirassy | Stade Pierre-Mauroy, Villeneuve-d’Ascq Widzów: 40 116 Sędzia: Amaury Delerue |
| 21:00        | André 25' · Sanches 57' | (1:1) | 43' Truffert · 54' Omari        | Stade Pierre-Mauroy, Villeneuve-d’Ascq Widzów: 40 116 Sędzia: Amaury Delerue |

| 21 maja 2022 | Lorient                        | 1:1   | Troyes                                |                                                                  |
| 21:00        | Laurienté 74'                  | (0:1) | 22' Touzghar                          | Stade Yves Allainmat, Lorient Widzów: 15 131 Sędzia: Johan Hamel |
| 21:00        | Monconduit 59' · Laurienté 90' | (0:1) | 64' Ripart · 78' Larouci · 85' Kaboré | Stade Yves Allainmat, Lorient Widzów: 15 131 Sędzia: Johan Hamel |

| 21 maja 2022 | Olympique Marsylia                          | 4:0   | RC Strasbourg |                                                                     |
| 21:00        | Gerson 32', 89' · Ünder 73' · Bakambu 90+3' | (1:0) |               | Stade Vélodrome, Marsylia Widzów: 63 873 Sędzia: Stéphanie Frappart |
| 21:00        | Ćaleta-Car 34' · Gueye 86'                  | (1:0) | 75' Sissoko   | Stade Vélodrome, Marsylia Widzów: 63 873 Sędzia: Stéphanie Frappart |

| 21 maja 2022 | FC Nantes               | 1:1   | AS Saint-Étienne |                                                                        |
| 21:00        | Blas 23'                | (1:0) | 79' Hamouma      | Stade de la Beaujoire, Nantes Widzów: 28 636 Sędzia: François Letexier |
| 21:00        | Blas 36' · Augustin 85' | (1:0) |                  | Stade de la Beaujoire, Nantes Widzów: 28 636 Sędzia: François Letexier |

| 21 maja 2022 | Paris Saint-Germain                              | 5:0   | FC Metz         |                                                               |
| 21:00        | Mbappé 24', 28', 50' · Neymar 31' · Di María 67' | (3:0) |                 | Parc des Princes, Paryż Widzów: 45 000 Sędzia: Antony Gautier |
| 21:00        | Neymar 72'                                       | (3:0) | 23', 58' Traoré | Parc des Princes, Paryż Widzów: 45 000 Sędzia: Antony Gautier |

| 21 maja 2022 | Stade de Reims            | 2:3   | OGC Nice             |                                                                     |
| 21:00        | Ekitike 9' · Doumbia 17'  | (2:0) | 75', 77', 82' Delort | Stade Auguste Delaune, Reims Widzów: 12 589 Sędzia: Eric Wattellier |
| 21:00        | 26' Dante · 90+3' Brahimi | (2:0) |                      | Stade Auguste Delaune, Reims Widzów: 12 589 Sędzia: Eric Wattellier |